# Sevilla Fútbol Club
El Sevilla Fútbol Club, S. A. D. es un club de fútbol español organizado como sociedad anónima deportiva. Tiene su sede en Sevilla, capital de la comunidad autónoma de Andalucía, y actualmente juega en Primera División. Fue fundado el 25 de enero de 1890 y su primer presidente fue el vicecónsul británico Edward Farquharson Johnston. Posteriormente fue inscrito en el registro de asociaciones el 14 de octubre de 1905, siendo su presidente el jerezano José Luis Gallegos.
El estadio Ramón Sánchez-Pizjuán, propiedad del club, es el escenario que utiliza el primer equipo para jugar sus partidos oficiales como local. Está situado en el barrio de Nervión y debe su nombre al que fuera presidente durante diecisiete años.
Actualmente tiene capacidad para 43.864 espectadores.
Cuenta en su palmarés con varios trofeos y títulos que lo convierten en el equipo con más títulos regionales, nacionales e internacionales de Sevilla y de toda Andalucía. En el ámbito doméstico ha sido campeón de Liga en una ocasión (1945-46) y subcampeón cuatro veces, ha ganado cinco Copas del Rey y una Supercopa de España. A nivel internacional es el máximo vencedor de la Copa de la UEFA habiéndola ganado en siete ocasiones (cuatro de ellas como Europa League), además de también haber logrado una Supercopa de Europa en el año 2006. En la Liga de Campeones de la UEFA su mejor resultado fueron los cuartos de final de 2018. Ha militado 78 temporadas en Primera División y 13 en Segunda. El Sevilla F. C. está ubicado en la sexta posición de la clasificación histórica de la Liga Española de Fútbol. Fue designado por la Federación Internacional de Historia y Estadística de Fútbol como el mejor club del mundo en 2006 y 2007. Cuenta con diversos equipos en categorías inferiores, como el Sevilla Atlético, fundado en 1950 y que actualmente juega en Primera Federación.
En 2005 celebró el centenario de su fundación con gran cantidad de actos sociales y deportivos, habiendo quedado entre los más populares el himno del centenario, la bandera y logo diseñados para el aniversario o la portada especial de la Feria de Abril de dicho año, así como la concesión de la Medalla de Andalucía. En 2019 recibió del Consejo Superior de Deportes de España, la Placa de Oro de la Real Orden del Mérito Deportivo.
Mantiene una histórica rivalidad con el otro equipo profesional de la ciudad, el Real Betis Balompié, con el que se enfrenta en el derbi sevillano.

## Historia

### Los inicios delfootballsevillano
La práctica del fútbol fue introducida en Sevilla a finales del siglo XIX por la nutrida colonia británica establecida en la ciudad, compuesta por propietarios, gestores y empleados de empresas manufactureras allí radicadas. En el año 1890, aprovechando la tradición escocesa de la Noche de Burns, que se celebra cada 25 de enero, un grupo de británicos y españoles decidió fundar un club de fútbol (FC), es decir, un club que jugase conforme a las reglas de la Football Association (no las del football rugby). Paralelamente, aquella misma noche se tomaron otras dos importantes decisiones: en primer lugar, que el club llevase el nombre de la ciudad en la que radicaban sus fundadores (Sevilla), y en segundo lugar, consensuar y elegir los principales cargos de la entidad (presidente, secretario y capitán).
El primer presidente del Sevilla Football Club fue Edward Farquharson Johnston, vicecónsul británico en la ciudad; el primer secretario fue Isaías White Méndez, sevillano radicado en la calle Bailén, n.º 41 (primera sede social y administrativa del club) y el primer capitán fue Hugo MacColl, un ingeniero naval escocés, quien además de ejercer las labores propias de capitán, tuvo provisto al Sevilla Football Club de balones y camisetas en sus comienzos, a través de la naviera MacAndrews.

Después de debatirlo y tomar unas cuantas cañas de cerveza, el “Club de ‘Football’ de Sevilla” estaba debidamente constituido y con sus cargos oficiales electos. Se decidió que deberíamos jugar conforme a las reglas de la Asociación.
Artículo del Dundee Courier, periódico escocés, 17 de marzo de 1890

Pasado un mes de la fundación del club, el secretario Isaías White invitó mediante carta escrita al secretario del Huelva Recreation Club, Edward William Palin, a disputar un encuentro de football en Sevilla. El partido se jugó el día 8 de marzo de 1890 en el hipódromo de la Sociedad de Carreras de Caballos (Dehesa de Tablada) a las 16:45 horas, siendo este el primer partido oficial disputado en España, al ser el primero disputado por dos equipos debidamente constituidos. El partido lo arbitró el Sr. Johnston y concluyó con una victoria sevillista por 2 goles a 0, con goles de Ritson y el "payaso" Yugles. Presenciaron el partido unas 150 personas y se jugó con un tiempo lluvioso.
El Sevilla Football Club siguió jugando al fútbol en los años siguientes con equipos formados por ingleses, alemanes y españoles, y paulatinamente fue aumentando el número de jugadores españoles entre las filas sevillistas, frente a la disminución de los extranjeros. Fue especialmente sonora la incorporación en 1896 de Luis Moliní, un ingeniero que fue trasladado a Sevilla para trabajar en el puerto y que había recalado en las filas del Sevilla Football Club después de haber estado el Huelva Recreation Club.
Con la entrada del nuevo siglo XX llegó el relevo generacional y la vida de club continuó tanto en lo deportivo como en lo social, jugando partidos en los alrededores de la fábrica de la Trinidad y apoyado por el Círculo Mercantil e Industrial de Sevilla. Mientras tanto, en España se empezó a gestar la idea de formar un federación inter-clubes, y en 1902 la prensa deportiva madrileña y catalana (como la revista Los Deportes) hablaron del Sevilla Football Club como un club imprescindible en ese intento de federación.[cita requerida]
En 1902, el Real Madrid convocó a todos los equipos españoles para jugar un torneo en honor a la mayoría de edad de Alfonso XIII y su jura como Rey de España, llamado Copa de la Coronación (precursor de la Copa de España, actual Copa del Rey), dictaminando que los equipos que participasen en ella tenían que estar debidamente inscritos en el registro de asociaciones. Esto provocó que se fundasen nuevos clubes y que los que ya existían se animasen a inscribirse. Al igual que el Sevilla Football Club, equipos como el Football Club Barcelona o el Huelva Recreation Club se vieron en la necesidad[cita requerida] de redactar unos primeros estatutos del club para su posterior inscripción. El club catalán fue fundado en 1899, sus primeros estatutos fueron redactados en 1902 y se registran en 1903. Los onubenses tienen su origen en 1889, y redactaron sus estatutos y se inscribieron el mismo año, 1903.[cita requerida] El Sevilla, por su parte, se fundó en 1890, redactó sus primeros estatutos en 1904 y fue inscrito en 1905. Esto ha sido reconocido por la Real Federación Española de Fútbol (RFEF).

### Registro, relevo generacional y presentación a la sociedad sevillana
Los estatutos del Sevilla Fútbol Club fueron aprobados por el gobernador civil de Sevilla el 14 de octubre de 1905, como culminación de un proceso previo en el que se llevaron a cabo reuniones y asambleas. La primera directiva la componían José Luis Gallegos, presidente; Manuel Jiménez de León, secretario y tesorero; Juan Mejías, Samuel Hammick, Manuel Zapata Castañeda y Charles Langdon, como vocales. La secretaría del club se instaló en el domicilio del secretario-tesorero, en la calle Teodosio n.º 14.
El día siguiente de la aprobación de los estatutos, la junta directiva se reunió en el Pasaje de Oriente (un conocido restaurante de la época) en una cena en la que José Luis Gallegos pronunció un discurso que contenía la frase que terminó convirtiéndose en emblema del Sevilla Fútbol Club:

El Sevilla Foot-Ball Club se constituye bajo la siguiente premisa. Es un club al que puede pertenecer cualquier persona sin distinción de nivel social, ideas religiosas o políticas, que tendrán aquí cabida.
José Luis Gallegos Arnosa, discurso pronunciado en el Pasaje de Oriente tras la aprobación de los primeros estatutos del club, 15 de octubre de 1905

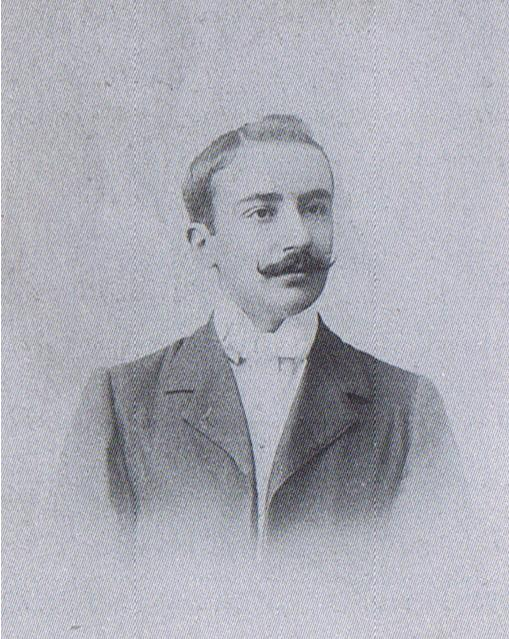
José Luis Gallegos, presidente del Sevilla Foot-ball Club en el momento de sus primeros estatutos.

Después del festejo, se levantó acta en una servilleta, firmando todos los asistentes (incluidos los camareros) donde se decía lo siguiente:

Reunidos en el Pasaje de Oriente en banquete todos los abajo firmantes, para festejar todos los éxitos con el juego de la pelota con los pies de esta ciudad, pedimos a Dios fuerzas para seguir e implantar tan entretenido y excitante juego.
Levantamiento de acta en una servilleta del Pasaje de Oriente,15 de octubre de 1905

Los periódicos locales que recogieron este suceso, como el Diario de Sevilla, dan constancia de que "hacía tiempo que los jóvenes querían organizarse en regla". La sede social y la empresa logística siguieron siendo las mismas que las del siglo pasado: El Club Mercantil e Industrial de Sevilla y la naviera MacAndrews. Es de resaltar que las primeras provisiones de camisetas para el club provenían de la ciudad de Sunderland, y más concretamente, del Sunderland AFC, debido a la estrecha relación que tenían el Sr. Johnston y el Sr. MacColl con la ciudad. Debido a esto, las primeras camisetas del Sevilla Fútbol Club fueron alternándose entre la blanca lisa a la de rayas rojas y blancas. Aunque las obligaciones laborales del primer presidente y el primer capitán del club les obligaban a estar fuera de la ciudad, siguieron colaborando con la entidad arbitrando partidos en 1906 y ayudando al club con la naviera MacAndrews.
El segundo equipo fundado en Sevilla del cual se tiene constancia se llamaba Sevilla Balompié (en un principio llamado España Balompié), que fue creado en 1908 y estaba formado mayoritariamente por hijos de militares con plaza en Sevilla, estudiantes de la Escuela Politécnica. En 1909 irrumpe un tercer equipo en la ciudad, el Betis Foot-ball Club. En 1914, el político liberal Pedro Rodríguez de la Borbolla y Serrano, diputado por el distrito de Cazalla de la Sierra, obtuvo el título de Real para el Betis Foot-ball Club. Ese mismo año el Sevilla Balompié y el nuevo Real Betis Foot-ball Club se unieron de forma definitiva dando lugar al Real Betis Balompié, habiendo sido a lo largo de la historia el mayor rival que ha tenido el Sevilla Fútbol Club en la ciudad.
Durante sus primeros años de existencia como club inscrito se disputaron partidos benéficos contra equipos de marinos británicos anclados en el puerto de Sevilla. El campo de fútbol donde en la mayoría de los casos se jugaba como local siguió siendo la Dehesa de Tablada, por ejemplo algunos encuentros importantes, como el partido benéfico del 30 de enero de 1909 contra el Recreativo de Huelva, en ocasión del terremoto acaecido en Messina el mes anterior. En 1910 los equipos andaluces de la época comenzaron a jugar torneos más o menos oficiales. A una Copa de Andalucía oficiosa, se unió la Copa Ayuntamiento de Sevilla.
En 1912, una comisión de los clubes andaluces más importantes (Recreativo de Huelva, Sevilla Balompié, Betis Foot-ball Club y Sevilla Foot-ball Club) tuvo su primera reunión para la creación de una asociación de clubes, sin éxito. El proceso no culminó hasta 1915 cuando se constituyó la Federación Sur, que abarcaba Andalucía, Extremadura, Canarias y los territorios y posesiones españolas en el norte de África, antecedente de la Federación Andaluza de Fútbol.
El 1 de enero de 1913 se inauguró su nuevo estadio, el campo del Mercantil, en los terrenos municipales del Prado de San Sebastián, cuya cesión para campo sevillista había conseguido del Ayuntamiento el presidente del club. El estadio debía su nombre al hallarse ubicado tras la caseta del Círculo Mercantil.

Vosotros representáis la alegría, la salud, la fuerza y la robustez; en las reuniones que celebramos no se habla de política, en el seno de nuestra sociedad de “sport” caben por igual el pobre y el rico, hasta nuestra afición es reflejo de nuestra Sociedad de “sport”, pues en nuestro campo se codean personas de todas las clases sociales y se os debe enaltecer, porque tenéis como norma la disciplina, por ideal la victoria, la fortaleza es nuestra aspiración y la admiración de los demás nuestro premio.
José María Miró Trepat, discurso tras la inauguración del campo del Mercantil, 1 de enero de 1913

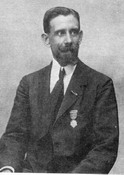
José María Miró Trepat, presidente del Sevilla Foot-ball Club desde 1912 hasta 1914.

El 21 de octubre de 1918 se cambió de nuevo de sede, pasando al llamado Estadio Reina Victoria, en la actual Avenida de la Palmera (originalmente llamada Avenida de la Reina Victoria Eugenia). En él se disputaría el primer partido de la selección española en Andalucía, en 1923.
El Sevilla ganó su primer trofeo oficial, la Copa Ayuntamiento de Sevilla, en 1913, tras vencer por 2-0 al Sevilla Balompié. Los éxitos deportivos siguieron llegando, sobre todo desde la creación oficial de la Copa de Andalucía en 1916.
En 1915 se constituyó la Federación Sur y el presidente sevillista, Paco Alba, se convirtió en su primer presidente. La Federación creó el primer campeonato regional oficial, la Copa de Andalucía, de la que se disputaron 23 ediciones entre 1916 y 1940. El Sevilla la ganó en 18 ocasiones y en 2 fue subcampeón. Por otra parte, en la Copa del Rey (única competición estatal de la época) la mejor participación la realizó en 1921, cuando alcanzó las semifinales. En estos tiempos se consolidó la famosa delantera conocida como «la línea del miedo», compuesta por Enrique Spencer, Brand, y Escobar, entre otros, que sorprendió a los equipos de la época, siendo el mismo Enrique Gómez Spencer el primer jugador internacional que tuvo el Sevilla.
El club jugó su primer partido fuera de Andalucía en 1915, en la capital de España contra el Real Madrid. En dos días consecutivos, Sevilla y Real Madrid jugaron dos partidos con triunfo del equipo local en ambas ocasiones.
De 1923 a 1925 fue presidente del club el abogado y político liberal de izquierdas Manuel Blasco Garzón, que nombró secretario al que se convertiría en su brazo derecho, el futuro presidente Ramón Sánchez-Pizjuán. En el orden deportivo, Blasco introdujo numerosas innovaciones: contrató un médico para atender a los futbolistas, separó los puestos de capitán y entrenador, e instituyó las concentraciones previas a los partidos importantes.

### Comienzo de la competición liguera (1928-1934)

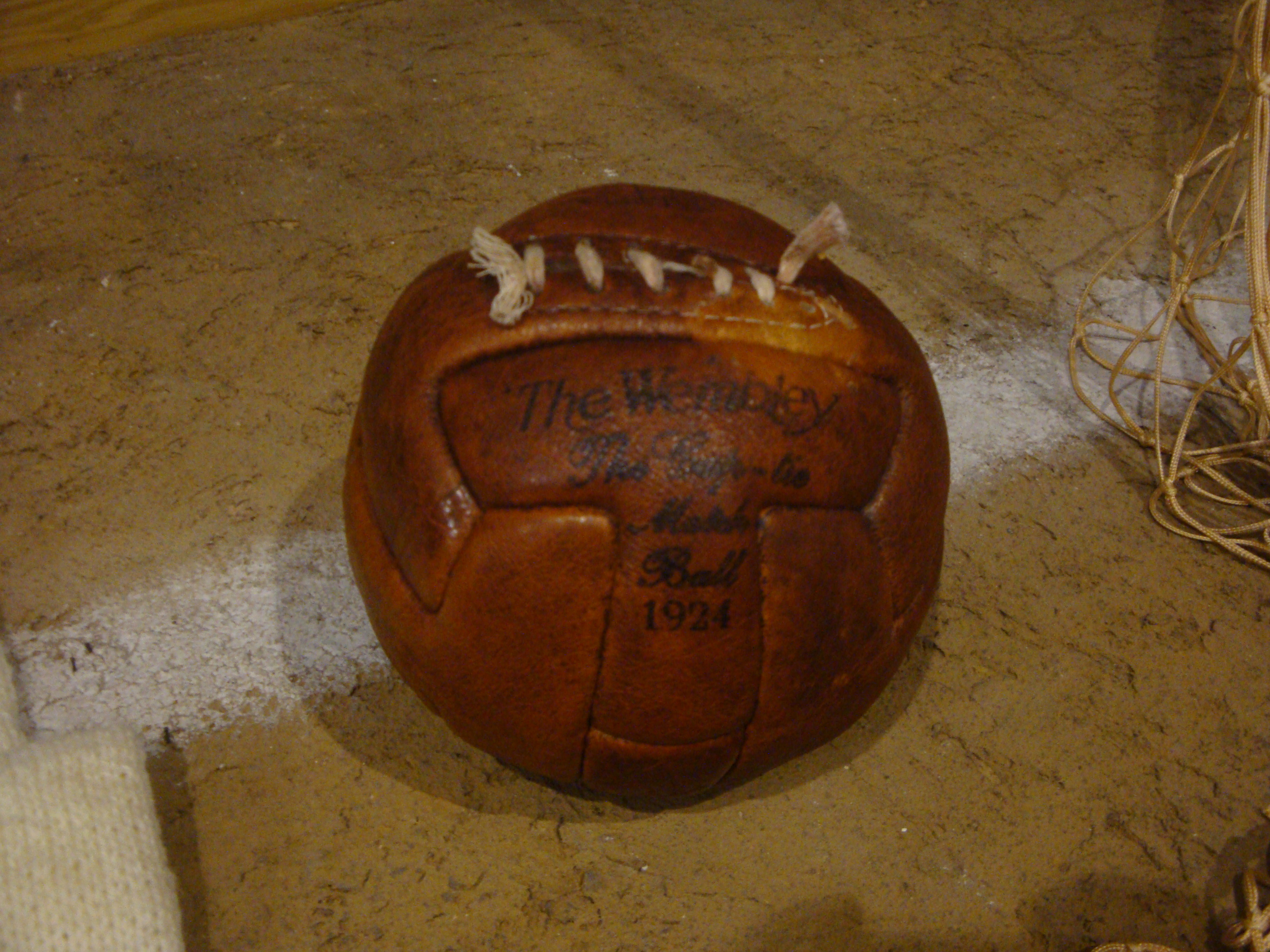
Balón de fútbol de 1924. Museo del Sevilla Fútbol Club.

Al crearse la competición liguera en la temporada 1928/29, la Federación Española acordó que compondrían la Primera División diez equipos: los seis que habían ganado hasta el momento la Copa de España, los tres que habían sido subcampeones sin llegar a ganar el campeonato y otro que saldría de una eliminatoria entre el resto de equipos. Llegaron a la final de la eliminatoria el Sevilla y el Racing de Santander, disputándose a doble encuentro. El Racing se alzó con la victoria, obteniendo plaza en Primera, mientras que el Sevilla quedó encuadrado en la Segunda División. Ningún equipo sevillano jugó en Primera en el arranque de la liga española.
El 7 de octubre de 1928 se inauguró el que sería el penúltimo estadio del Sevilla hasta la fecha: el estadio de Nervión, en la avenida Eduardo Dato y adyacente a donde se encuentra el estadio actual, que pasó a la historia sevillista como el primero en el que jugó un partido de Liga. El partido, de Segunda División, fue el primer derbi liguero entre el Sevilla y el Betis, el cual fue ganado por este último (1-2). En esta temporada, el Sevilla se alzó con el campeonato de Segunda División. Sin embargo, el ascenso no era automático y tuvo que jugar con el último clasificado de Primera, de nuevo el Racing de Santander. De nuevo, en eliminatoria a doble partido, el Racing se alzó con el triunfo, logrando la permanencia.
En 1932 accedió a la presidencia del club el abogado Ramón Sánchez-Pizjuán Muñoz, el cual lo presidió hasta 1941 y, de nuevo, entre 1948 y 1956. Contención de gastos, atención a la cantera y una cuidadosa política de fichajes fueron las características más destacadas de su presidencia. Los comienzos de Sánchez-Pizjuán fueron, sin embargo, complicados en el plano deportivo, puesto que en la temporada 1932/33 el Sevilla estuvo a punto de descender a Tercera, al quedar penúltimo en el campeonato de Segunda División.

### Ascenso a Primera División (1934)
El 18 de febrero de 1934, el equipo sevillista consiguió el ascenso a la Primera División, tras derrotar en Madrid al Atlético en la antepenúltima jornada del campeonato y quedar primero (en todo caso, en la temporada siguiente se había decidido que Primera se ampliase a doce equipos, por lo que el Sevilla podría haber sido incluso segundo). Por esta razón, numerosos seguidores sevillistas se desplazaron a Madrid, pero en el viaje de regreso un accidente ferroviario ocasionó once muertos y más de 50 heridos. Como consecuencia de ello, se suspendieron los festejos previstos por el ascenso conseguido. Ese año Guillermo Campanal y Fede debutaron como internacionales con España en el Mundial de Italia. El once ideal que consiguió el ascenso estaba compuesto por: Eizaguirre, Deva, Euskalduna, Fede, Segura, Alcázar, Caro, Tache, Campanal, Torrontegui y Tejada. En la temporada siguiente, el Sevilla F.C. ganó la Copa del Presidente de la República, segundo trofeo de ámbito nacional que figura en su palmarés (previamente se había proclamado campeón de la primera edición del campeonato de Segunda División en la temporada 1928/29). A pesar de ello, durante la temporada 1935/36, el Sevilla F.C. estuvo a punto de descender de nuevo a Segunda, al quedar antepenúltimo (descendían dos), y logrando la salvación en el último partido de la temporada, ante el Atlético de Madrid.

### La Guerra Civil
Debido a la Guerra Civil la Liga estuvo suspendida durante tres temporadas y la práctica del fútbol estuvo bajo el control de las autoridades militares, debido al interés de los sublevados por mantener la práctica del fútbol. En Sevilla, se permitió que la mayoría de los jugadores de los equipos locales que estaba en la zona franquista dispusieran de destinos en la ciudad y en sus inmediaciones de forma que pudieran continuar la práctica del deporte. Se jugaron múltiples partidos benéficos y torneos regionales. Sin embargo, muchos de los jugadores de los equipos sevillanos procedentes de otras regiones de España se encontraban de vacaciones en sus localidades de origen, y algunos de los que quedaron en la zona republicana se incorporaron al ejército. De los sevillistas, a Campanal le sorprendió el estallido de la guerra en su tierra, Asturias, y tras servir en el ejército republicano, tras la caída del frente Norte, regresó a Sevilla. El portero Eizaguirre se alistó como voluntario en la Legión, llegando a capitán y resultando herido varias veces.
Entre octubre de 1936 y diciembre de 1938, el Sevilla jugó 66 partidos amistosos, de los que ganó 55. Sin embargo, el acontecimiento más relevante para la historia del Sevilla que tuvo lugar durante la Guerra Civil fue la adquisición en 1938 de la propiedad del solar en el que se encontraba el estadio de Nervión, que hasta entonces estaba simplemente alquilado. El solar adquirido no solo comprendía el terreno ocupado por el estadio, sino que incluía unos terrenos anejos donde dos décadas después se levantaría un nuevo estadio.

### La primera liga (1946)
La década posterior a la Guerra Civil sería una de las más fructíferas para el Sevilla: una liga, un subcampeonato liguero y dos copas.
Tras el fin de la guerra, el Sevilla ganó la primera Copa del Generalísimo (su segunda Copa de España), que conserva en propiedad. La Liga también se reanudó y en la temporada 1939/40 logró resonantes triunfos: al F. C. Barcelona por 11-1, al Valencia C. F. por 10-3 o al Hércules C. F. por 8-3. Sin embargo, el título se le escapó en el último partido, en un empate con el Hércules. Su delantera, «los stukas» (llamados del mismo modo que los devastadores aviones alemanes), marcó 216 goles en cuatro temporadas. La formaron fueron: López, Torrontegui, Campanal, Raimundo, Berrocal y Pepillo.

En 1941 Ramón Sánchez-Pizjuán dejó la presidencia del club para convertirse en directivo de la Federación Española de Fútbol. Ese año, el decreto del 22 de febrero por el que se creó la Delegación Nacional de Deportes, colocó al deporte español bajo el control del Movimiento, limitando las funciones sociales de los clubes de fútbol. La Delegación Nacional, presidida por José Moscardó, designaba a los directivos de las federaciones regionales y éstas nombraban a su vez a los presidentes de los clubes, que debían identificarse políticamente con el régimen franquista. Tras la marcha de Sánchez-Pizjuán, Antonio Sánchez Ramos ocupó de forma interina la presidencia hasta el nombramiento de Jerónimo Domínguez y Pérez de Vargas (marqués de Contadero), que estuvo seis años en la presidencia del club, hasta el regreso de Sánchez-Pizjuán.
El Sevilla obtuvo los mejores resultados ligueros de su historia entre 1942 y 1946. Fue subcampeón en la temporada 1942/43 y tercero en la siguiente. En la temporada 1945/46 ganó su primera y única Liga hasta el momento. El equipo lo entrenaba Ramón Encinas y el once ideal de aquella temporada lo componían José María Busto, Joaquín Jiménez, Diego Villalonga, Pedro Alconero, Francisco Antúnez, Pedro Eguiluz, José López Martínez, Juan Arza, Juan Araujo, José Palacios Herrera y José Campos Rodríguez. En 1948 el Sevilla se proclamó campeón de Copa por tercera vez en su historia.
El fichaje más significativo de aquellos años fue el delantero Juan Arza, el cual, junto con Alconero, fue varias veces internacional. También se produjo el debut del sobrino de Campanal, el defensa Campanal II, con su tío como entrenador.

### Década de 1950

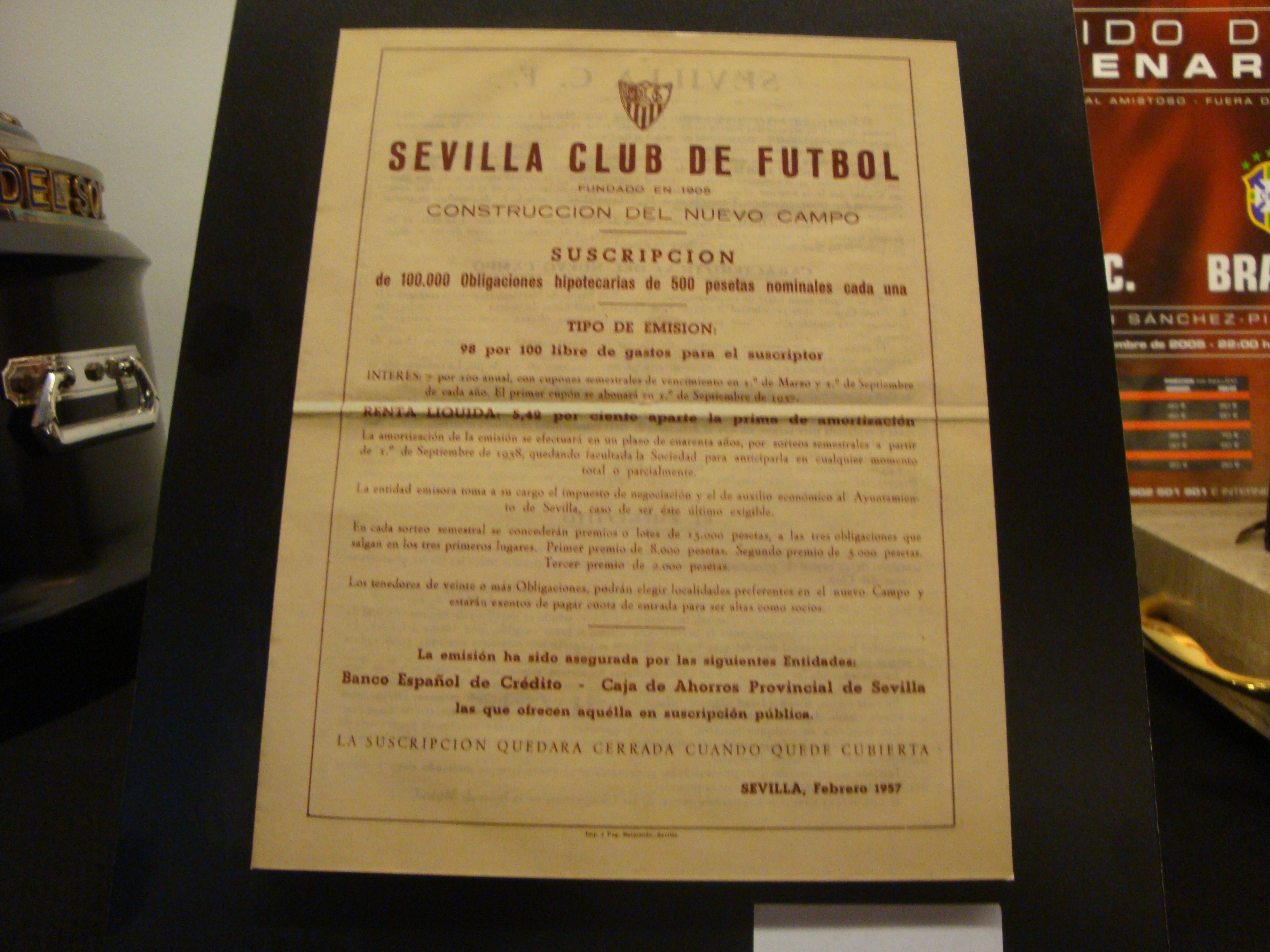
Emisión de obligaciones para construir el nuevo estadio (1957).

En la temporada 1950/51, con Campanal como entrenador, el Sevilla quedó subcampeón de Liga por detrás del Atlético de Madrid de Helenio Herrera. Aquella liga se decidió en el último partido, que enfrentó a Sevilla y Atlético en la ciudad hispalense el 22 de abril de 1951. El Sevilla necesitaba ganar pero al final terminó 1-1 y envuelto en gran polémica porque el árbitro había anulado un gol sevillista en el minuto 7 de la segunda parte.
En la temporada 1952/53 Campanal II logró la internacionalidad. Para la temporada 1953/54 se contrató como entrenador a Helenio Herrera, que en su etapa en el Sevilla F. C. logró ser 5.º en la Liga en la temporada 1953/54, 4.º en las temporadas 1954/55 y 1955/56 y 2.º en la 1956/57. En 1954, se convoca un concurso para la construcción de un nuevo estado, toda vez que el de Nervión se había quedado pequeño. En la temporada 1954/55 Arza se proclamó Pichichi con 28 goles, y el equipo quedó subcampeón de Copa. En 1955, al cumplir su 50.º aniversario, se celebró un torneo triangular contra el Stade Reims francés y el IFK Norrköping sueco, que ganó el Sevilla.
El 28 de octubre de 1956 se produjo un hecho que produjo un gran pesar en la afición sevillista: falleció repentinamente el presidente Sánchez-Pizjuán. El aprecio de la afición por el fallecido dirigente, bajo cuya presidencia el Sevilla había conquistado tres copas de España, hizo que se decidiese que el nuevo estadio que se construyese llevaría su nombre. Esa temporada de 1956/57 el equipo logró el subcampeonato de Liga, solo por detrás del Real Madrid de Di Stéfano, lo que le permitió participar por primera vez en la Copa de Europa, al haber ganado el equipo madridista la Copa de Europa el año anterior. El equipo titular que consiguió ese subcampeonato lo formaron Javier (Busto), Valero, Campanal II, Romero, Pepín (Ramoní), Herrera II (Enrique), Pepillo, Arza, Pahuet, Loren y Domenech, siendo entrenador Helenio Herrera, que se despidió del club al finalizar la temporada. El primer gol en una competición europea del club hispalense fue obra de Pahuet contra el Benfica. La temporada siguiente vivió un contraste absoluto. Mientras que en la Liga el Sevilla estuvo a punto de descender, salvándose en la última jornada, en la Copa de Europa alcanzó los cuartos de final, siendo derrotado por el Real Madrid, que se proclamaría de nuevo campeón.
Tras la muerte del presidente, asumió la presidencia durante cuatro años el político Ramón de Carranza. Se cuenta que pronunció estas palabras ante la tumba de Sánchez-Pizjuán:

Querido Ramón, ahora te vamos a dar tus amigos, entre los que me honro, cristiana sepultura, y al día siguiente a la entrega de tu cuerpo a la tierra, nos ponemos manos a la obra y tu sueño de que el Sevilla F. C. tenga un gran estadio, se verá hecho realidad. Ramón, vete tranquilo al cielo que tus deseos serán cumplidos.

Cumpliendo su palabra, hizo una emisión de obligaciones por valor de 50 millones de pesetas y mes y medio después de la muerte de Sánchez-Pizjuán se colocó la primera piedra. El arquitecto fue Manuel Muñoz Monasterio, coautor unos años antes del Estadio Santiago Bernabéu. Se inauguró el estadio el 7 de septiembre de 1958 en un partido amistoso con el Real Jaén C. F. Su primer partido oficial fue en la apertura de la Liga 1958/59 con victoria por 2-4 del Real Betis.

### Crisis económica y deportiva (1960-1975)

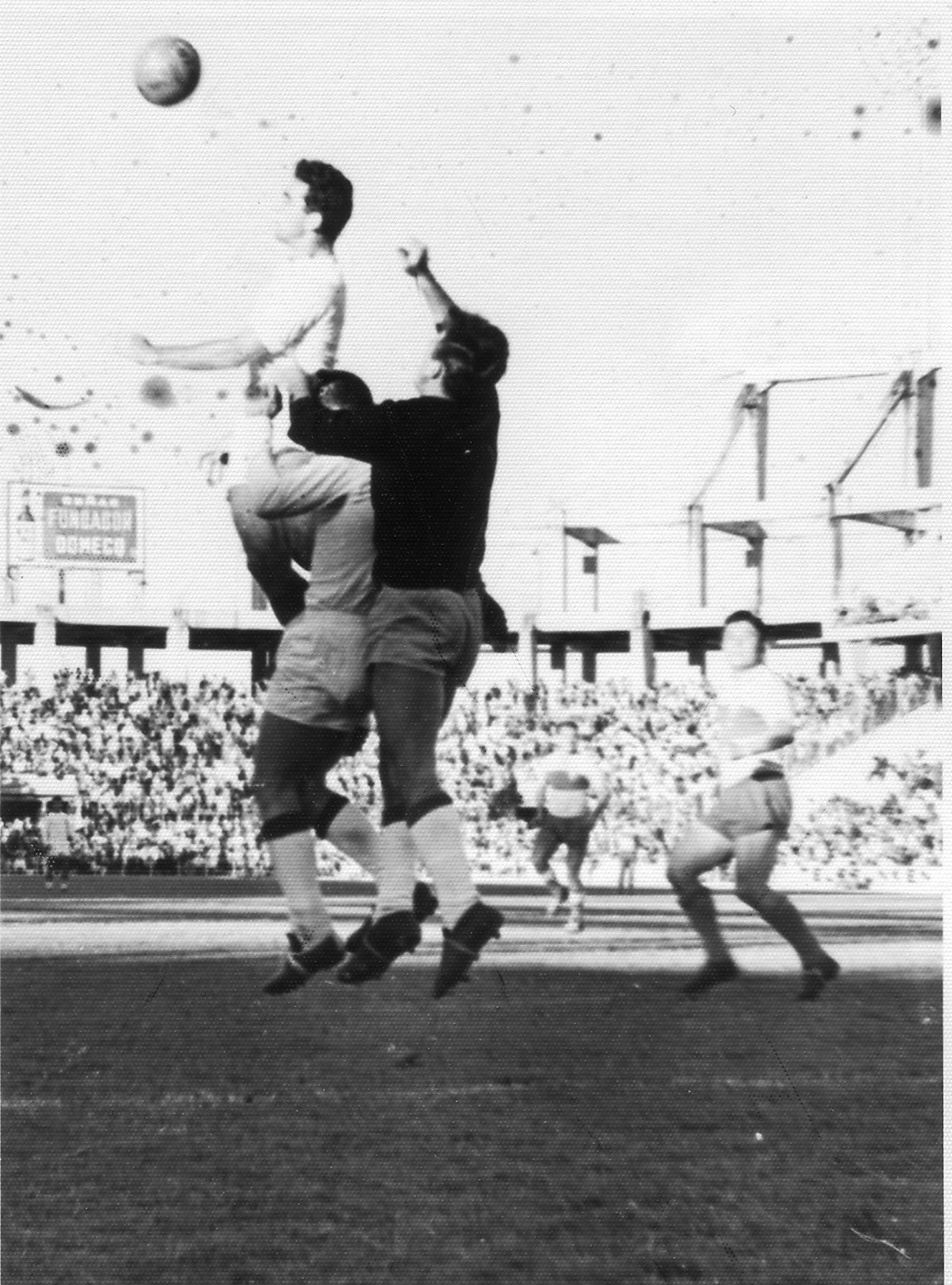
Marcelo Campanal durante un encuentro en el Sánchez-Pizjuán (15 de noviembre de 1961).

En la década de 1960 el Sevilla entró en crisis económica debido a las deudas contraídas para construir el nuevo estadio, razón por la cual se vio obligado a ir vendiendo a sus mejores jugadores: el primero fue Ruiz Sosa, al Atlético de Madrid; luego Francisco Gallego, al Fútbol Club Barcelona, con gran enfado de la afición; y el paraguayo Agüero, al Real Madrid. También se vendieron a una caja de ahorros parte de los terrenos aledaños al estadio.
En la temporada 1967/68 se produjo el descenso a Segunda División después de haber permanecido 31 temporadas consecutivas en Primera. Pero al año siguiente terminó líder de Segunda, ascendiendo de nuevo. El once titular que consiguió este ascenso estaba formado por Rodri, Santos Bedoya, Costas, Toni, Pazos, Hita, Berruezo, Bergara, Lebrón, Eloy II, Lora, siendo el entrenador Juan Arza y el presidente del club Cisneros Palacios.
En la temporada 1969/70 llegó al club el entrenador austriaco Max Merkel, apodado «Míster Látigo» por emplear técnicas muy severas de disciplina y entrenamiento. Aquella temporada acabó tercero en la Liga, y los delanteros Lora e Hita alcanzaron la internacionalidad. Sin embargo, poco más tarde entró de nuevo en crisis, incluso en la temporada 1972/73 descendió de nuevo a Segunda División, momento en que llegó a la clasificación más baja de su historia. En la temporada 1972/73 falleció de forma repentina el jugador Pedro Berruezo durante un partido en el Municipal de Pasarón frente al Pontevedra Club de Fútbol. En la temporada 1973/74, procedente de Gambia, se incorporó el primer jugador negro de la historia del club, que fue conocido como Biri Biri y al que la afición tomó gran cariño. En la temporada 1974/75, con Eugenio Montes Cabeza de presidente y Roque Olsen como entrenador, el club consiguió de nuevo el ascenso a Primera y se asentó en una larga fase de estabilidad en esta categoría. A finales de la década llegaron de Argentina los jugadores Héctor Scotta y Daniel Bertoni.

### Estabilidad sin títulos (1976-1995)
En la década de 1980 el equipo incluyó a jugadores como Buyo, Francisco y Pintinho, quien marcó 4 goles al Zaragoza el día del debut como entrenador del primer equipo de Manolo Cardo. Estuvo dirigido primero por Miguel Muñoz y después por Manolo Cardo, que participó en dos ediciones consecutivas en la Copa de la UEFA, en las temporadas 1981/82 y 1982/83. Accedieron al primer equipo procedente del Sevilla Atlético los jugadores Nimo, Maraver y Diosdado. Se celebró el 75.º aniversario del club con variados actos sociales y un partido con el club Santos Futebol Clube de Brasil.

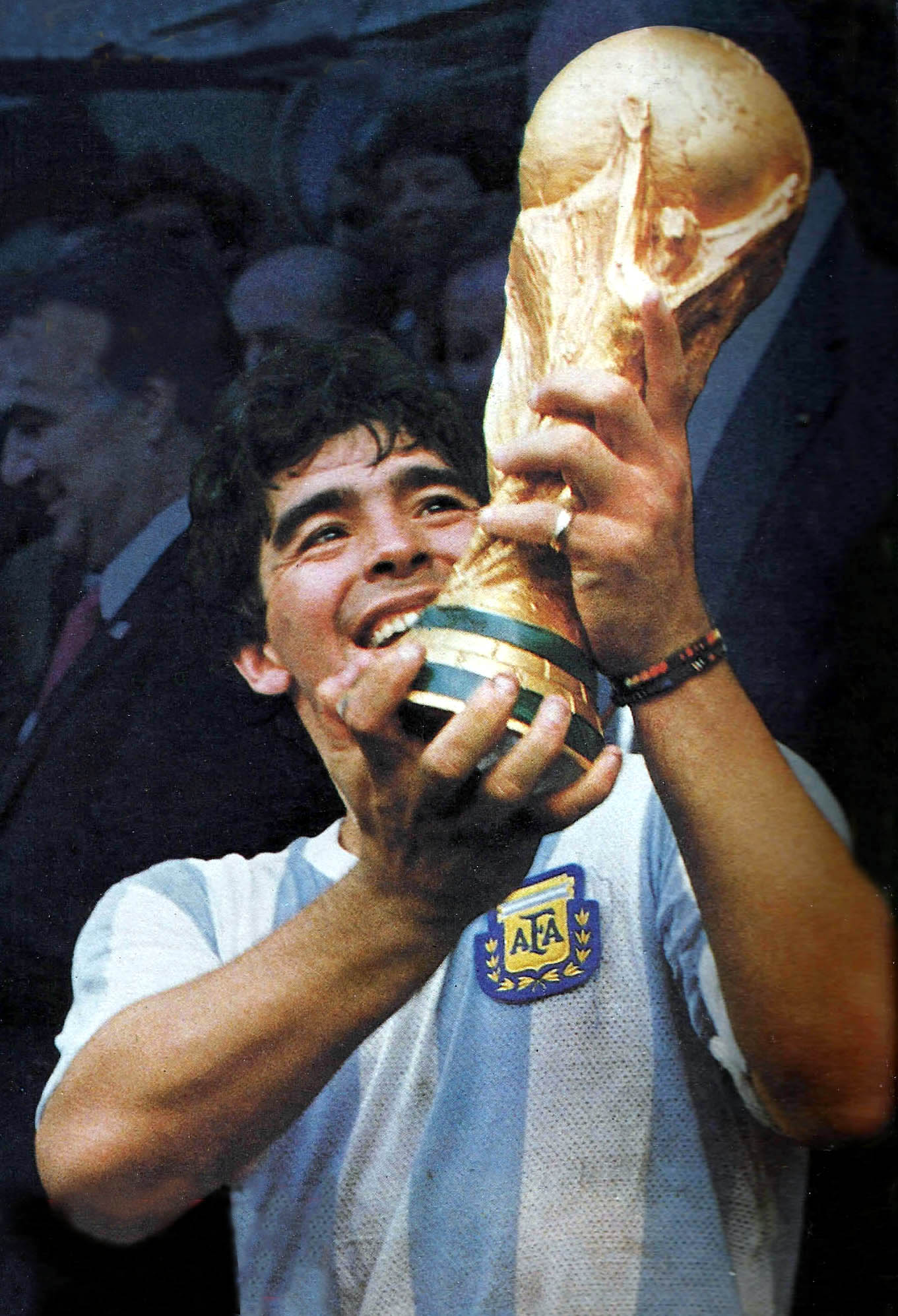
Diego Maradona jugó en el Sevilla en la temporada 1992-93.

En 1982 se celebró en España el Campeonato Mundial de Fútbol y el estadio Ramón Sánchez-Pizjuán fue una de las sedes principales. Con este motivo, el estadio sufrió una gran remodelación y mejora de sus instalaciones, especialmente del alumbrado, para poder retransmitir mejor los partidos nocturnos en la televisión en color. Otra de las novedades en la remodelación del campo fue la colocación de un gran mural, obra del pintor cordobés Santiago del Campo. El partido más destacado fue la semifinal en la que la selección de Francia fue derrotada por la de Alemania en medio de una polémica arbitral que ha quedado grabada en la memoria colectiva francesa.
En 1984 Eugenio Montes Cabeza finalizó sus once años como presidente del Sevilla y fue sustituido por el empresario ganadero Gabriel Rojas. A él se le debe gran parte del esfuerzo que significó el terminar de cerrar el estadio durante su etapa como vicepresidente. En la temporada 1985/86 Manolo Cardo cesó como entrenador después de cinco temporadas en el cargo y al finalizar la temporada Francisco disputó con la selección nacional el Mundial de 1986. En la temporada 1986/87 llegó a la presidencia Luis Cuervas. A partir de 1987, bajo la dirección de Javier Azcargorta, llegaron al equipo jugadores como Bengoechea, Dasáyev, Polster, Salguero y De la Fuente. No obstante, estos refuerzos no lograron mejoras significativas en la clasificación de la Liga y el club acumuló una deuda de 900 millones de pesetas (5,4 millones de euros). En la temporada 1989/90, con Vicente Cantatore en el banquillo, el club consiguió una nueva participación en la Copa de la UEFA. Ese año, el delantero austriaco Polster logró alcanzar la cifra de 33 goles, habiendo sido el jugador sevillista que mayor cantidad de goles ha conseguido en una temporada.
En la temporada 1992/93, tras varios meses de negociaciones, llegó desde el Nápoles Diego Armando Maradona, pagando el club 7,5 millones de dólares por su traspaso. Su paso por Sevilla fue poco feliz, siendo despedido del club, entre otras cosas, por lesiones y problemas con Bilardo. En las temporadas siguientes estuvo como entrenador Luis Aragonés, en una de las cuales el equipo se volvió a clasificar para la Copa de la UEFA (1994/95).

### Nueva crisis (1995-2001)

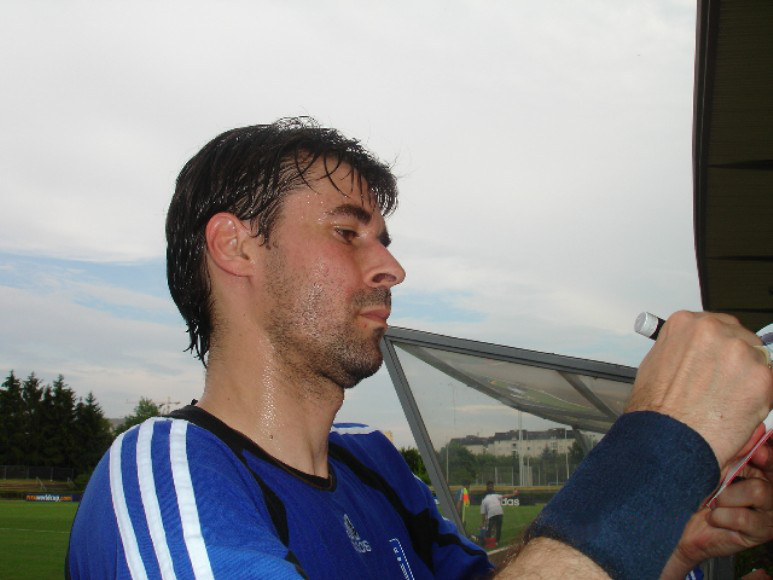
Tsartas, jugador del club entre 1996 - 2000.

A mediados de 1995 entró en vigor la Ley del Deporte, que obligaba a los equipos que se habían convertido en sociedad anónima deportiva a presentar unos avales como previsión de deudas antes del 1 de agosto de 1995. El Sevilla y el Celta de Vigo no pudieron cumplir tales plazos, por lo que fueron descendidos administrativamente a la Segunda División B. En su lugar fueron ascendidos a Primera División el Valladolid y el Albacete, y a Segunda División el Club Deportivo Leganés y el Getafe Club de Fútbol, equipos que habían descendido por causas deportivas la temporada anterior. Decenas de miles de aficionados de ambos clubes se echaron a la calle repetidas veces para defender los intereses de sus equipos. Los directivos del Sevilla afirmaron que se había entregado el aval a tiempo. Al final, la presión de las aficiones consiguió hacer retractarse a la Federación Española de Fútbol, aunque esta no devolvió al Valladolid y al Albacete a Segunda, por lo que finalmente se formó una Primera División de 22 equipos que tuvo dos años de vida.
Estos acontecimientos provocaron una inestabilidad institucional. Ese año el club llegó a tener cuatro presidentes y tres entrenadores distintos. Primero llegó la dimisión como presidente de Luis Cuervas, que fue sustituido de forma interina por José María del Nido. Luego asumió la presidencia Francisco Escobar y a este lo sucedió José María González de Caldas (1996-1997). En 1997 asumió la presidencia Rafael Carrión, que fue presidente hasta el año 2000. En la temporada 1996/97 el Sevilla descendió a Segunda División, donde permaneció dos años, logrando el ascenso en la temporada 1998/99.
Durante la década recalaron en el club varios jugadores extranjeros como Polster, Zamorano, Simeone y Šuker. De la cantera salieron jugadores como Nando, Jiménez, Rafa Paz, José Mari y Reyes.
A la entrada del siglo XXI, asumió la presidencia del club Roberto Alés, quien contó con el apoyo generalizado de la masa social sevillista. La situación del club era en esos momentos muy delicada, porque el equipo había descendido de nuevo a Segunda División (temporada 2000/01) y carecía de jugadores de relevancia, ya que los más veteranos se habían retirado y otros habían sido traspasados a otros clubes con el objetivo de obtener capital, tales como Marchena, Jesuli y Tsartas. En esos delicados momentos se optó por un entrenador prácticamente desconocido hasta entonces: Joaquín Caparrós. En su primera temporada en el club, Caparrós hizo al equipo campeón de Segunda con una antelación de tres jornadas. Su once ideal estuvo compuesto por Notario, David, Pablo Alfaro, Prieto, Héctor, Fredi, Casquero, Podestá (Francisco), Gallardo (Tevenet), Zalayeta (Michel), Olivera.

### Los primeros títulos internacionales (2001-2013)

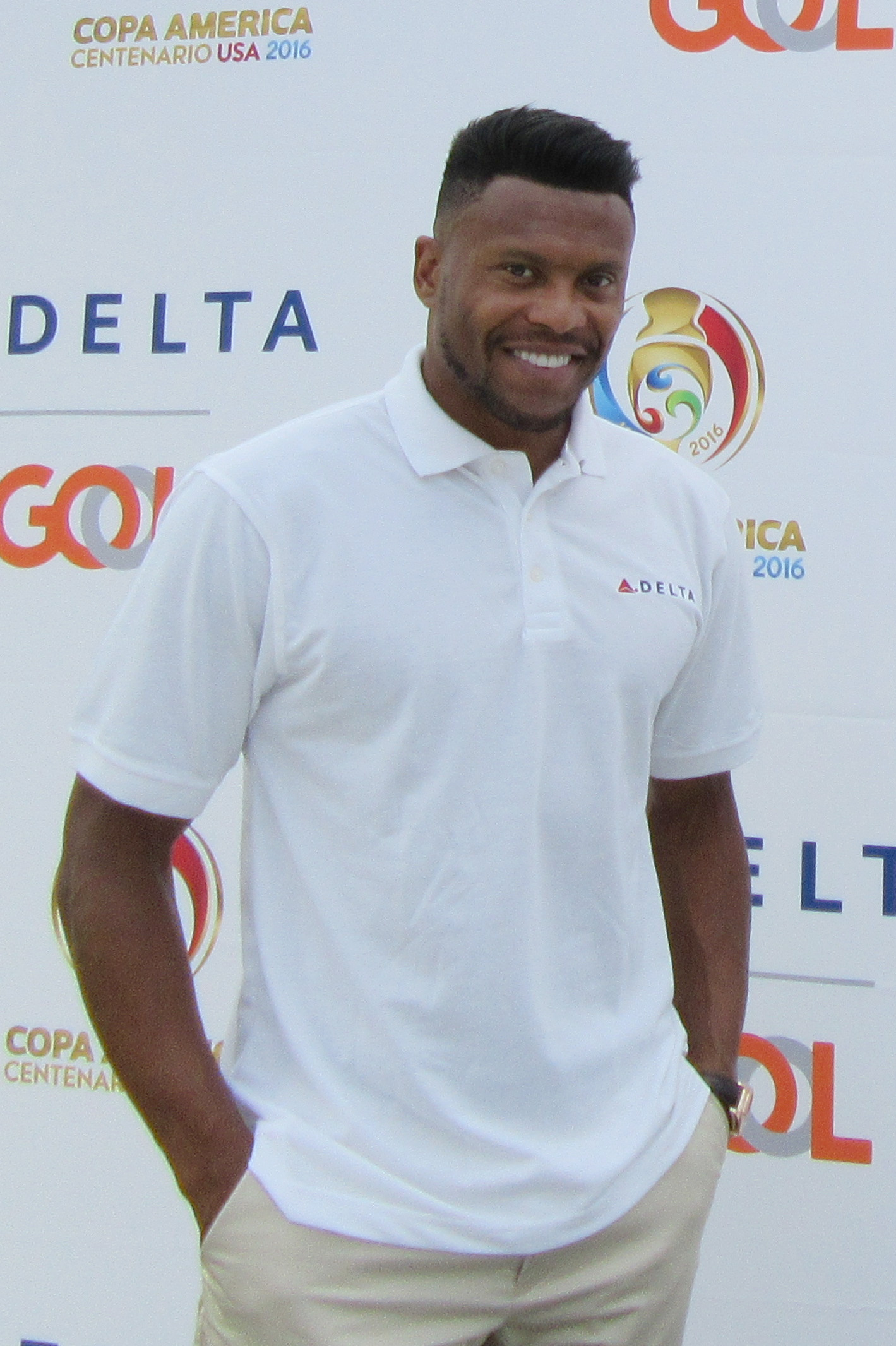
Júlio Baptista, jugador del club entre 2003 y 2005.

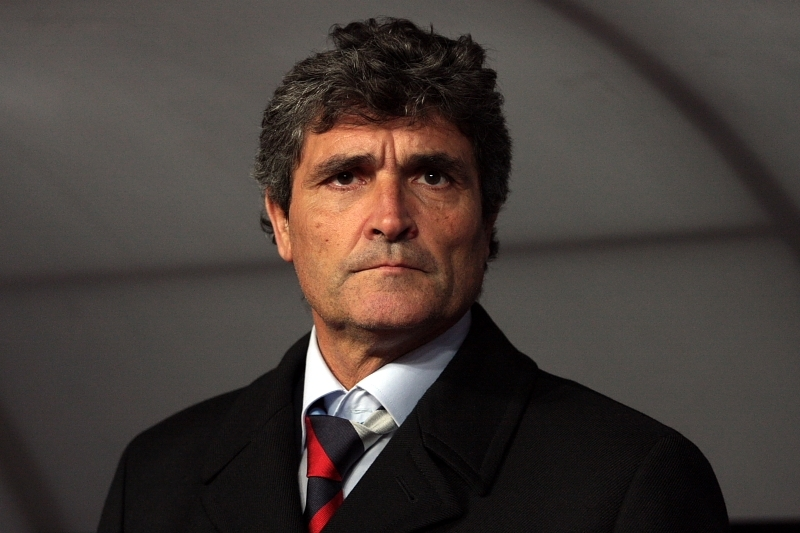
Juande Ramos, entrenador que logró las dos primeras Copas de la UEFA de la entidad.

En mayo de 2002 dimitió como presidente Roberto Alés y asumió de nuevo la presidencia el abogado sevillano José María del Nido, una de cuyas primeras decisiones fue la de confirmar todo el equipo técnico del club encabezado por Caparrós como entrenador y Monchi como director deportivo. Bajo la tutela de ambos durante cuatro temporadas el club luchó por mantenerse en Primera División, yendo a más y con el objetivo marcado de lograr la participación en competiciones europeas, algo que llegaría tras el sexto puesto de la 2003/04, revalidado al año siguiente tras tentar durante algunas jornadas las posiciones de Liga de Campeones.
Entre algunos episodios de este período destaca el desafortunado incidente producido el 6 de octubre de 2002 en un derbi entre Sevilla y Real Betis en el que un menor propinó, junto a otros tres jóvenes, una paliza a un vigilante de seguridad momentos antes del partido. Por este incidente el feudo local fue clausurado durante cuatro partidos, siendo el mayor castigo impuesto jamás a un club de Primera Divisíón.
La temporada 2005/06 se iniciaría con un nuevo entrenador, Juande Ramos, y estaría marcada por las celebraciones asociadas al centenario del club y, en lo deportivo, por la consecución por vez primera de un título europeo al ganar la Copa de la UEFA en la final disputada en la ciudad neerlandesa de Eindhoven. En las semifinales de este torneo marcó Antonio Puerta un gol memorable que facilitó el pase a la final. El equipo campeón de la temporada estuvo compuesto por Palop, David, Pablo Alfaro, Javi Navarro, Escudé/Dragutinovic, Dani Alves, Martí, Maresca, Adriano, Kanouté, Jesús Navas y Saviola/Luis Fabiano.

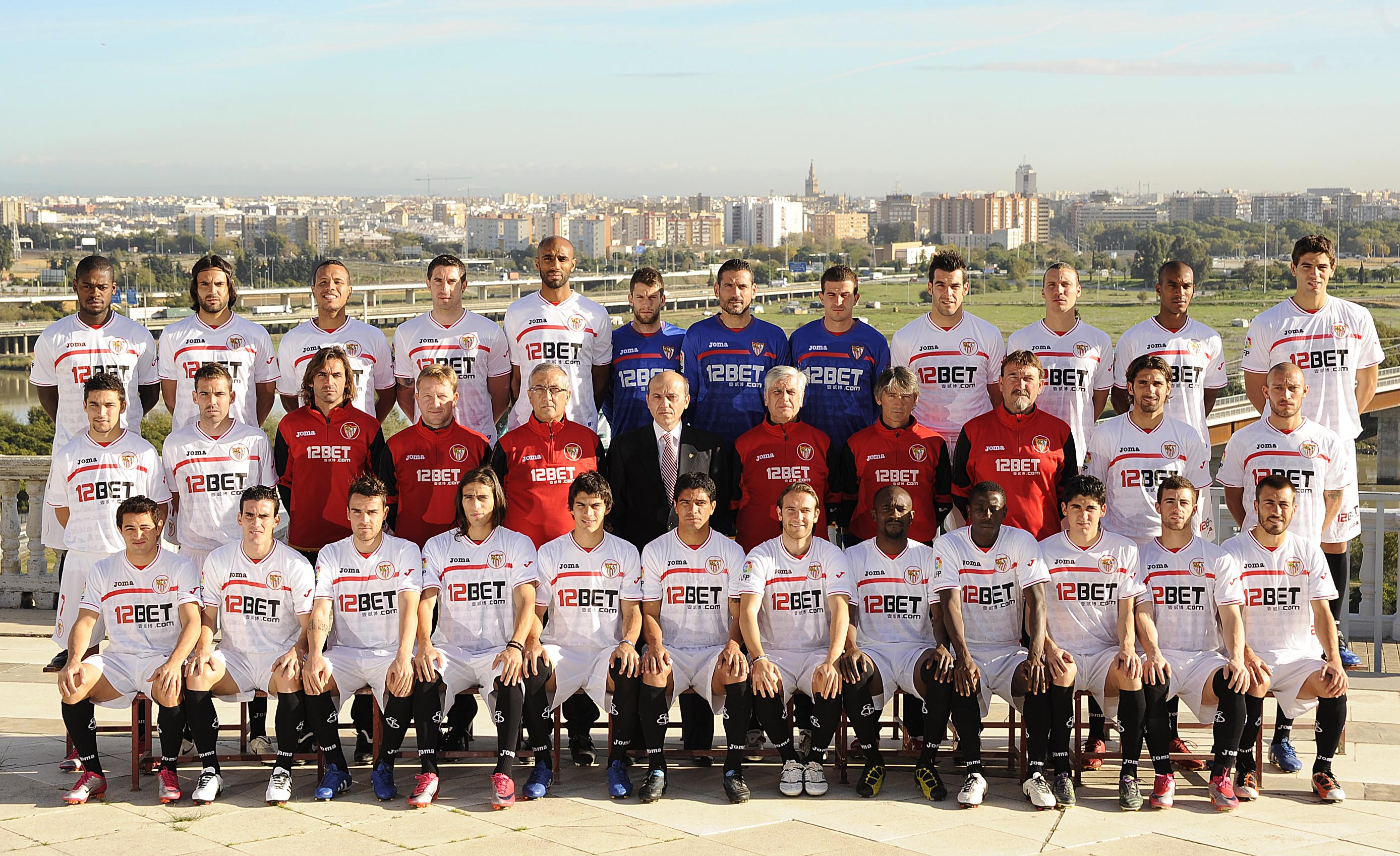
Plantilla de la temporada 2010-11.

La 2006/07 fue posiblemente la temporada más exitosa de su historia, comenzada logrando la Supercopa de Europa al vencer por 3-0 al Fútbol Club Barcelona en el Estadio Luis II de Mónaco. Después conquistó su segunda Copa de la UEFA consecutiva en una final jugada en Glasgow ante el Real Club Deportivo Español. El partido tuvo prórroga y el título se decidió en la tanda de penaltis, siendo el portero Andrés Palop el héroe al detener tres lanzamientos (quien además en una de las eliminatorias previas había sido decisivo al marcar un gol de cabeza a la salida de un córner, facilitando así la prórroga del partido y el triunfo posterior de su equipo). El Sevilla consiguió ganar también la Copa del Rey y terminó tercero en Liga, con puntuación de récord para la fecha y derecho a participar en la Liga de Campeones del año siguiente. Fruto de estos éxitos, el club recibió el trofeo de Mejor Equipo del Mundo otorgado por la IFFHS. El once ideal de esta temporada lo componían Palop, Dani Alves, Javi Navarro, Escudé/Dragutinovic, Puerta, Jesús Navas, Poulsen, Renato, Adriano, Kanouté y Luis Fabiano, siendo entrenador Juande Ramos.

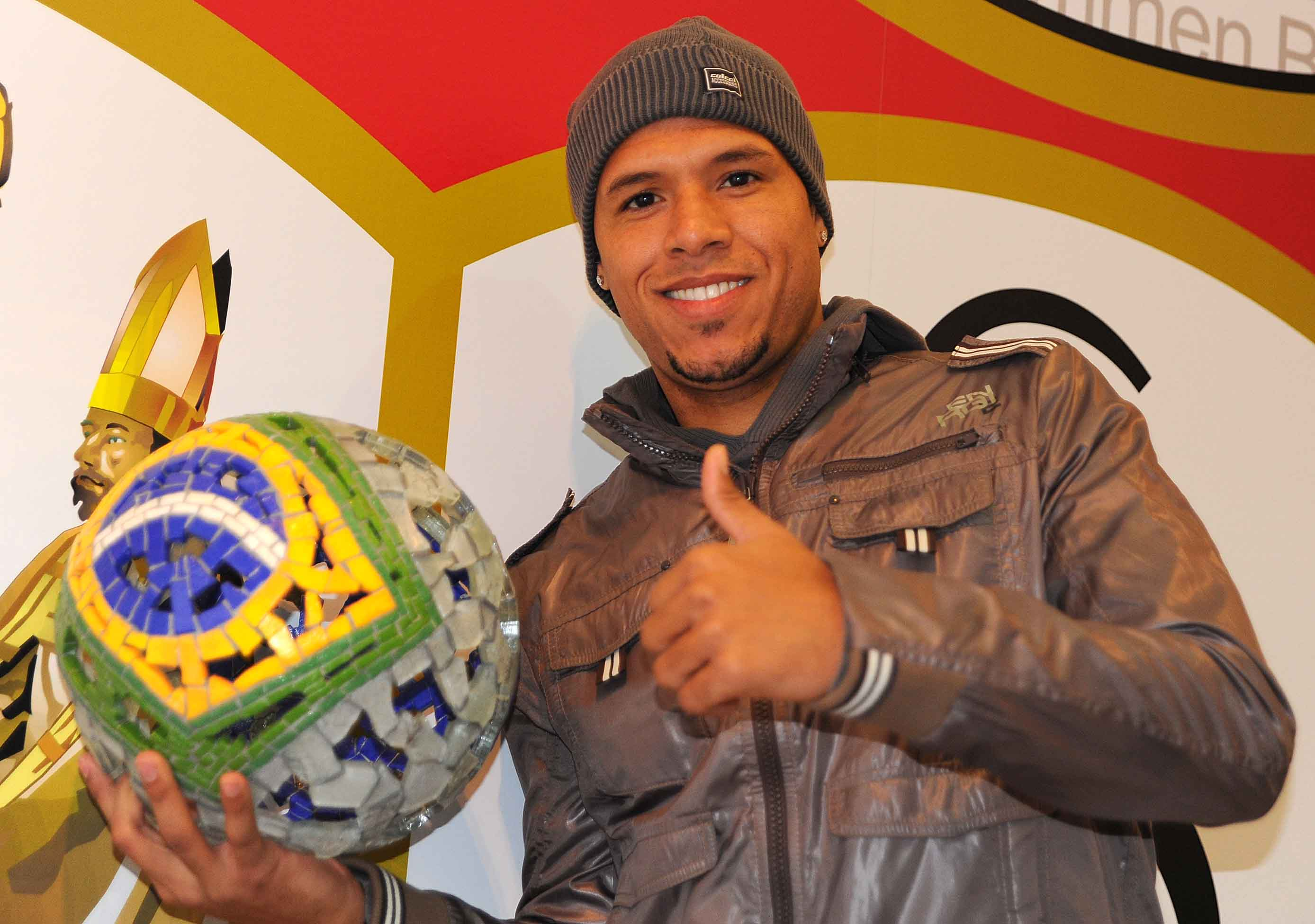
Luis Fabiano, jugador del Sevilla entre 2005 y 2011.

La temporada 2007/08 se abrió con un quinto título, la Supercopa de España ganada contra el Real Madrid, pero estuvo marcada por vicisitudes extradeportivas que mermaron el rendimiento del equipo. En primer lugar la muerte repentina del jugador Antonio Puerta, quien en el primer partido de Liga el 25 de agosto hubo de retirarse al perder momentáneamente la consciencia para fallecer tres días más tarde. El 31 del mismo mes el Sevilla perdería frente al AC Milan el partido de la Supercopa de Europa. En octubre dimitió el hasta entonces entrenador Juande Ramos, fichado por el Tottenham Hotspur inglés. Tras su marcha, Manolo Jiménez, técnico de la casa, se convirtió en el nuevo entrenador. A pesar de estos problemas, el club logró el primer puesto en la fase de grupos de la Champions League, por delante del Arsenal, cayendo posteriormente en octavos por penaltis ante el Fenerbahçe.

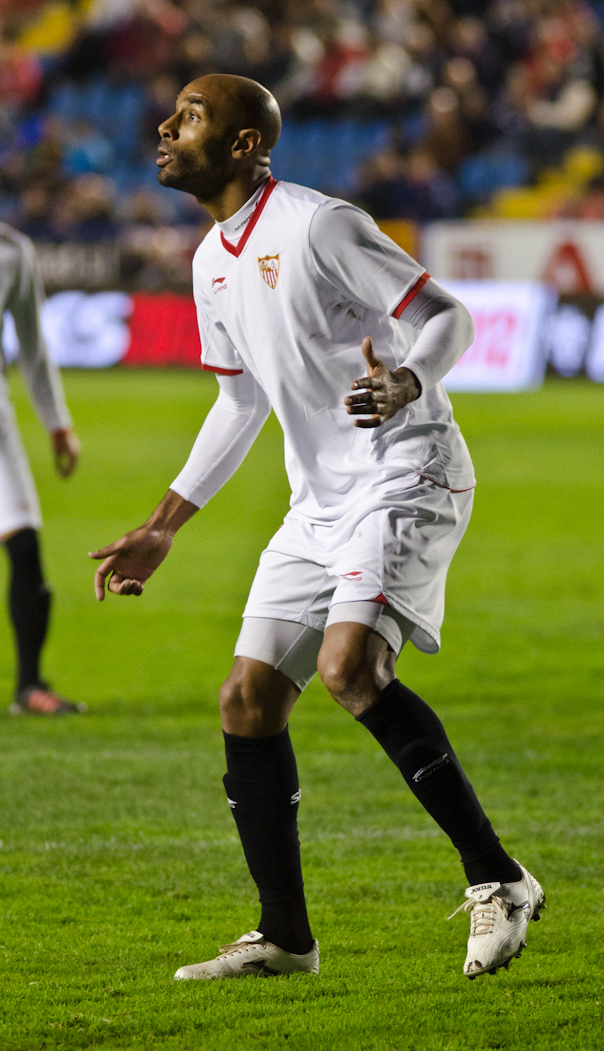
Kanouté jugador del Sevilla entre 2005 y 2012.

El curso 2008/09 se inició con Manolo Jiménez en el banquillo y la venta de los jugadores Poulsen, Keita y Dani Alves. A pesar de ello se obtuvo la tercera posición en el campeonato, logrando el récord histórico de victorias a domicilio e igualando la mejor marca de victorias en Liga, 21, conseguida dos años antes.
En la temporada 2009/10 los éxitos deportivos siguieron acompañando al club, al ganar la Copa del Rey y lograr de nuevo la clasificación para la Liga de Campeones. El 19 de mayo el Sevilla se proclamó de nuevo campeón de la Copa del Rey, disputada en el Camp Nou de Barcelona contra el Atlético de Madrid. El resultado final fue de 0-2 con goles de Diego Capel y Jesús Navas. El equipo que logró este triunfo estuvo formado por los siguientes jugadores: Palop, Konko, Squillaci, Escudé, Luna, Zokora, Renato, Jesús Navas, Negredo/Romaric, Kanouté y Diego Capel/Perotti. El entrenador fue Antonio Álvarez, quien había sustituido a Jiménez a finales del mes de marzo. Por otra parte el jugador sevillista Jesús Navas formó parte del equipo de la selección española que ganó el Mundial celebrado en Sudáfrica, participando en la jugada decisiva del gol de Iniesta en la final.
La 2010/11 comenzó con el Sevilla perdiendo la Supercopa de España ante el FC Barcelona por un total de 5-3 y siendo eliminado de la fase clasificatoria para la Liga de Campeones ante el Sporting Clube de Braga también por 5-3 en el total, recalando por tanto en la Europa League, nombre que desde 2009 recibe la anterior Copa de la UEFA. Las dos temporadas siguientes fueron mediocres en comparación, acabando ambas en novena posición, sin participación destacada en Europa League pero alcanzando una semifinal de Copa del Rey en 2012/13 y logrando una histórica goleada al Real Betis Balompié por 5-1.

### Consolidación en la élite del fútbol internacional (2013-Actualidad)

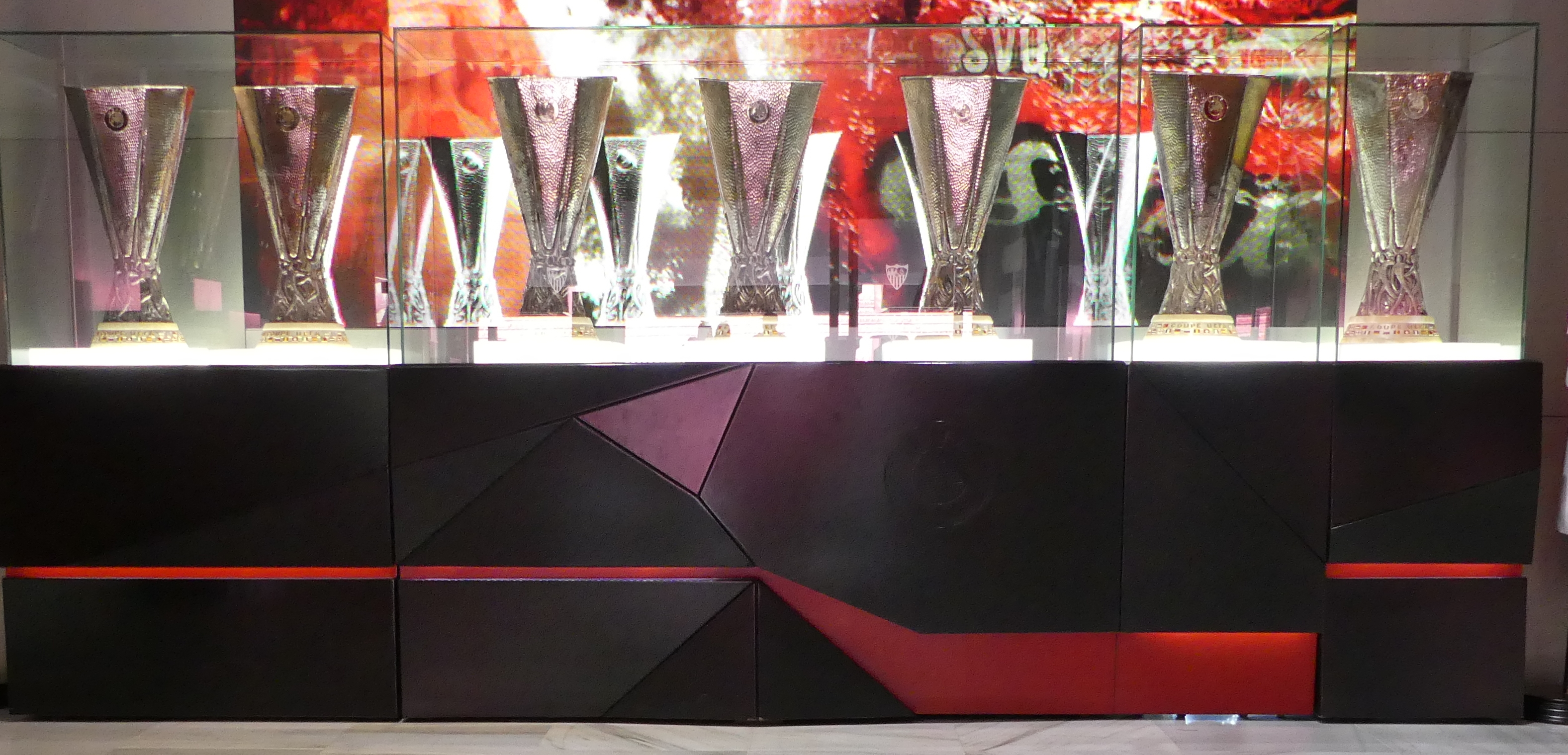
Las siete copas de la Europa League ganadas por el club. Museo del Sevilla Fútbol Club.

La temporada 2013/14 se presentaba como de transición en la plantilla, incorporándose en ese verano 14 nuevos jugadores, entre ellos Vitolo, Carlos Bacca y Daniel Carriço. Superando todas las expectativas, el sevillismo disfrutó de una temporada memorable, al lograrse la tercera Copa de la UEFA (primera como Europa League) imponiéndose en la final en el Juventus Stadium de Turín al equipo portugués del Benfica en la tanda de penaltis por 4-2. En las rondas anteriores el Sevilla había eliminado a su máximo rival en el primer derbi sevillano europeo. En cuartos y semifinal se enfrentó a Oporto y Valencia en una eliminatoria recordada por el gol de M'bia en el último minuto que dio el pase a la final. En diciembre, José María del Nido había dimitido como presidente de la entidad tras ser condenado a siete años y medio por el Caso Minutas y le sustituyó como máximo mandatario José Castro Carmona, desde más de once años atrás vicepresidente primero del club.

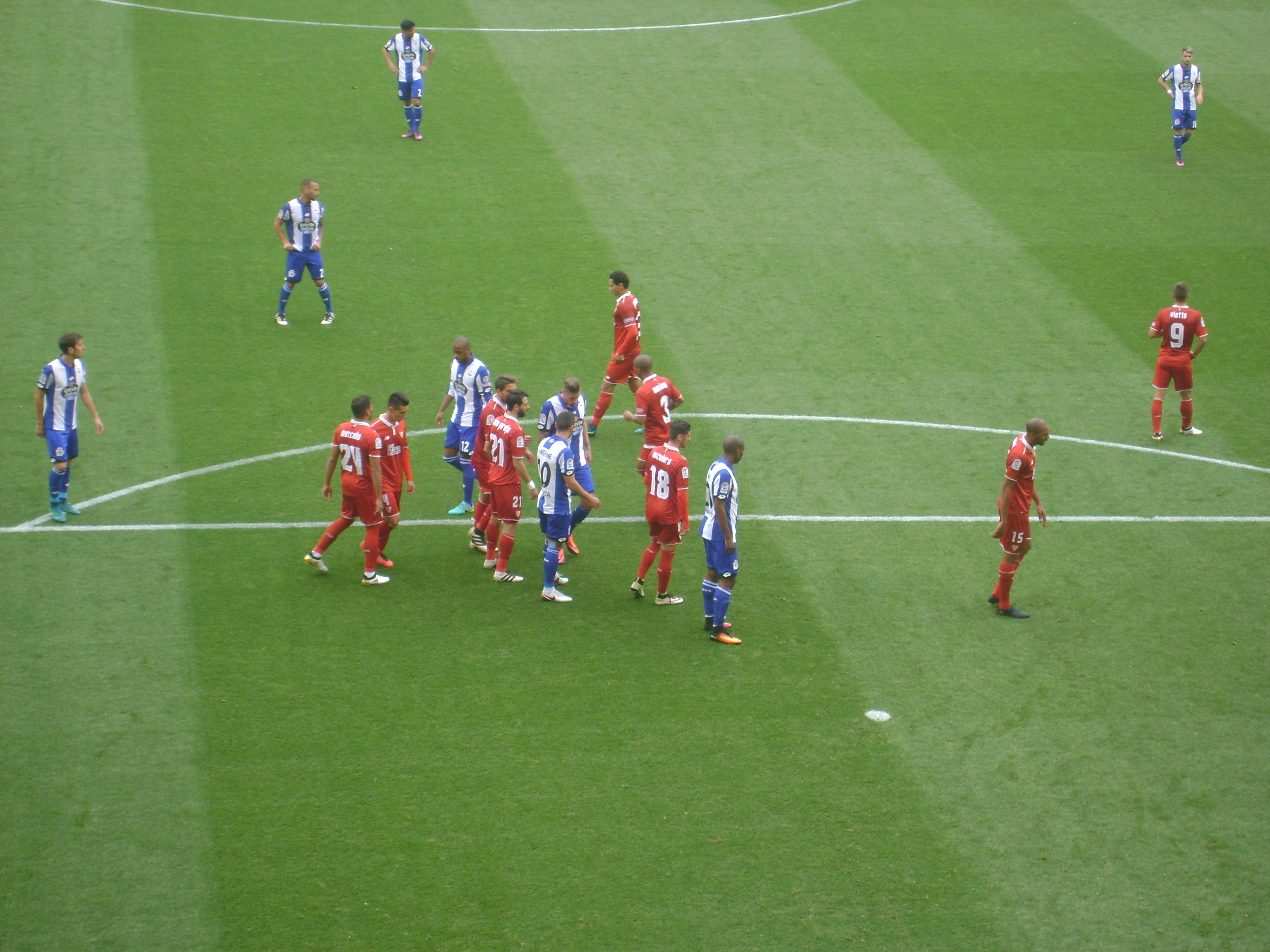
Partido disputado entre el Deportivo de La Coruña y el Sevilla.

Como suele ser habitual, en el verano de la temporada 2014/15, grandes jugadores de la plantilla aceptaron ofertas de clubes europeos, tales Ivan Rakitić, Federico Fazio o Alberto Moreno, y fueron sustituidos por jugadores como Krychowiak, Éver Banega o Aleix Vidal. El Sevilla comenzó la temporada perdiendo en un mal partido la Supercopa de Europa ante el Real Madrid por 2-0. A pesar de ello, el equipo acabó quinto en una Liga de récord (76 puntos, a sólo dos del tercero), y revalidó el título de campeón de la Europa League siendo además el primero que consigue el bicampeonato dos veces consecutivas (2006-2007 y 2014-2015), siendo esta la tercera vez en la historia de la competición ya que anteriormente el Real Madrid lo hizo en los años 1985-1986 y convirtiéndose en el equipo más laureado de dicha competición con 4 títulos. Con esta gesta certificó el acceso directo a la fase de grupos de la Liga de Campeones de la UEFA 2015/16. La final se celebró en el Stadion Narodowy de Varsovia contra el Dnipro Dnipropetrovsk ucraniano, siendo el resultado final de 3-2. El colombiano Carlos Bacca hizo dos tantos por uno más de Krychowiak, mientras que para el Dnipro marcaron Kalinić y Rotan.

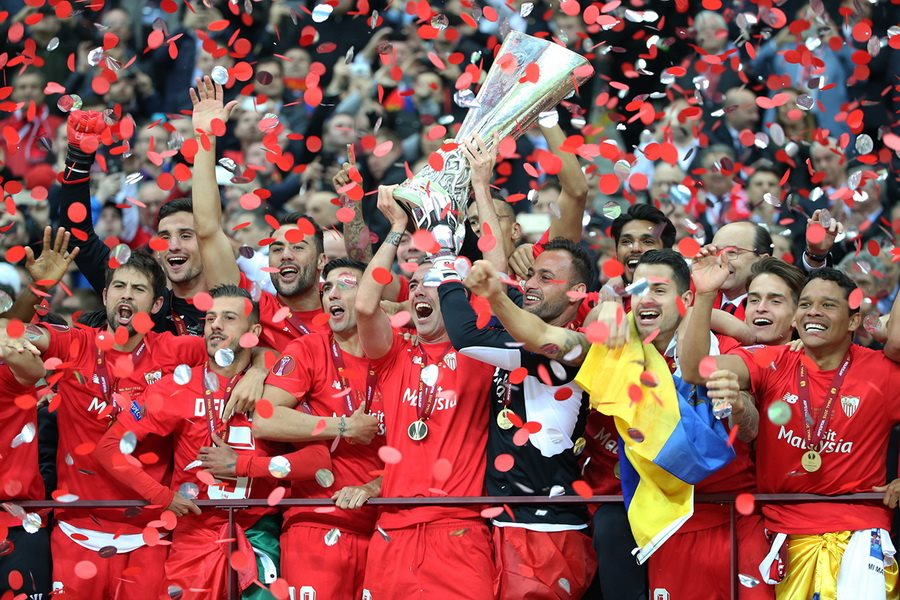
Los jugadores del Sevilla F. C. celebrando el campeonato de 2015. El club español es el más laureado de la competición con 7 títulos.

La temporada siguiente, 2015/16, el Sevilla volvió a ganar la Europa League, convirtiéndose en el primer equipo que se lleva el trofeo tres años seguidos. En la final derrotó al Liverpool por 3-1 con goles conseguidos por Kevin Gameiro y Coke Andujar por partida doble.
En la temporada 2016/17, se convirtió en el primer equipo español en alinear 11 extranjeros. Hecho que ocurrió en la jornada quinta ante la SD Eibar. En abril de 2017 Monchi anuncia su marcha de la entidad, y lo sucede como nuevo director deportivo Óscar Arias, quien anteriormente ocupaba el cargo de responsable de fútbol de élite. La temporada termina con una cuarta clasificación en la Primera División, en puestos de Champions en la que conseguiriá al año siguiente su mayor récord llegando a cuartos de final.
El 20 de enero de 2018 se conseguía la victoria número mil en Liga en un partido ante el RCD Espanyol. El 21 de abril de 2018 perdió la final de la Copa del Rey ante FC Barcelona por 0-5. A pesar de la derrota en la Copa al ser campeón de Liga el equipo catalán jugó la Supercopa de España cuyo formato cambio a partido único y que perdió por 1 a 2
En la temporada 2018/19 acaba en la sexta posición y por ende clasificándose para la Liga Europa de la UEFA.A final de dicha temporada se anuncia la vuelta de Monchi a la Dirección deportiva en sustitución de Joaquín Caparros que incluso llegó a ser técnico las últimas jornadas tras la destitución de Pablo Machín.
Con el regreso de Monchi en la temporada 2019/20 se produce una revolución en la plantilla. El 21 de agosto de 2020, el conjunto hispalense hace historia ganando su sexta Europa League, venciendo al Inter 3-2 en Colonia. Además el conjunto de Julen Lopetegui se convirtió en el primer equipo que gana sus 6 primeras finales europeas (todas de UEFA), superando las cinco que ganó el Madrid en la Copa de Europa. Además tras 54 partidos, el Sevilla FC únicamente perdió ocho (el 14,81%). Es decir, el menor porcentaje de derrotas en su historia. Durante la temporada 2022/23, regresó el entrenador Jorge Sampaoli. En 2022, se convirtió en el club más devaluado de Europa con una caída de 171 millones de euros, debido a su mal desempeño en la Primera División, llegando a estar en la zona de descenso. Marcos Acuña, Alejandro Gómez y Gonzalo Montiel ganaron la Copa Mundial con Argentina.

## Símbolos del club

### Himnos
El Sevilla F. C. posee dos himnos oficiales:
- Himno oficial del Sevilla F. C. Este himno data del año 1983. La letra fue escrita por Ángel Luis Osquiguilea de Roncales y la música fue compuesta por Manuel Osquiguilea de Roncales.

- Himno del centenario del Sevilla F. C. Compuesto en 2005 por el cantante Javier Labandón El Arrebato con motivo de la celebración de los 100 años de la entidad. El himno del centenario llegó a ser en España número uno en ventas en la categoría de sencillos y consiguió ser el himno de un club de fútbol más vendido en toda la historia del fútbol español, alcanzando el 2.º puesto de los discos más vendidos en 2006.[77] El 9 de octubre de 2006 le fue entregado en el estadio Ramón Sánchez-Pizjuán el disco de oro por el Himno del centenario.

El club también posee, sin oficialidad, un himno llamado "¡Aupa Sevilla!", compuesto en 1971 por Pedro Gámez Laserna y con letra de Manuel López Jiménez, siendo así el himno sevillista más antiguo que se ha creado.
El himno del Centenario o de El Arrebato es especialmente querido por la afición sevillista, que lo ha hecho suyo y lo canta asiduamente en las celebraciones y en los partidos. Se considera un himno talismán, pues en los 18 años transcurridos desde su presentación en 2005 hasta 2023 el club ha obtenido 7 Ligas Europa, 2 Copas del Rey y sendas Supercopas de Europa y de España. Nótese que hasta la creación del primer himno oficioso en 1971, el club consiguió 17 campeonatos regionales, 1 liga y 3 copas, mientras que en los 34 años transcurridos desde 1971 hasta la composición del himno del Centenario en 2005 no celebró ningún título.

### Escudo

Escudo de la ciudad de Sevilla, que inspiró el escudo del club.

Heráldicamente, el escudo del Sevilla Fútbol Club queda definido así:

Escudo suizo, medio partido y cortado. Primero, de plata, los santos patronos, sentados, al modo del escudo de la ciudad. Segundo, de plata, las letras “S”, “F” y “C” de sable entrelazadas. Tercero, de plata, cinco palos de gules. Comble general angrelado de dos piezas de gules, una por cada cuartel. En abismo, sobre el todo, un balón de fútbol antiguo al natural.

Así, las características principales son:
- La forma suiza. En 1921, Pablo Rodríguez Blanco diseñó un nuevo escudo para el club. En su proceso de creación, esbozó dos diseños: Uno con la forma del escudo suizo, y otro con la forma del escudo polaco, que ya habían adoptado equipos como el Foot-Ball Club Barcelona. Finalmente se decantó por el suizo, por ser más estilizado.

- Los tres santos. Las tres figuras que aparecen en el primer cuartel son, de izquierda a derecha, San Isidoro, San Fernando y San Leandro. Su aparición viene directamente relacionada con el escudo de Sevilla, donde los tres santos aparecen desde 1311.

- Las iniciales. En el segundo cuartel se entrelazan las iniciales del club. Una "s" en referencia a Sevilla, una "f" en referencia a fútbol, y una "c" en referencia a club, el nombre que acuñó el club en su fundación: Sevilla Foot-ball Club. Se ha mantenido hasta la actualidad debido a la coincidencia con la posterior castellanización del término "Foot-Ball" a "Fútbol".

- Las barras rojas y blancas. En el tercer cuartel, aparecen seis barras rojas y cinco barras blancas. Hay varias hipótesis explicativas de las mismas, como que el deseo del diseñador era que el equipo adoptase como vestimenta oficial la camiseta rojiblanca o que usase esos colores a imitación de los equipos de fútbol de Inglaterra famosos por aquel entonces. Otra versión indica que se encuentran inspiradas en el pendón que portó Fernando III el Santo en la conquista de Sevilla en 1248.

- El balón. En el centro del escudo aparece el balón oficial del Mundial de Francia de 1938, el modelo Allen. En el diseño original de 1921, en cambio, aparece un balón de finales de los años 10 o principio de los 20 de 6 u 8 costuras.

- El bordeado dorado. El escudo se encuentra bordeado en un color amarillo-dorado.

Desde su fundación, el equipo utilizó distintos sellos, que fueron las primeras muestras de corporativismo del club. El sello más utilizado fue un escudo de dos círculos concéntricos; entre ambos círculos estaba escrito el nombre del club y la fecha de la aprobación de sus estatutos: «SEVILLA FOOT-BALL CLUB 1905». El círculo interior, en fondo blanco, tenía dibujada las letras SFC entrelazadas entre sí tal y como aparecen en el escudo actual.
Desde las primeras pruebas gráficas, en 1908, hasta 1921, los jugadores tenían en las camisetas a la altura del corazón el escudo del club diseñado por Juan Lafita, persona muy vinculada a la entidad y era hijo del pintor sevillano José Lafita y Blanco. El escudo, recogido en los estatutos del club, consiste en una circunferencia en gules, y dentro las letras iniciales del nombre del club (ese, efe y ce) enlazadas y en gules. En el año 1921, Pablo Rodríguez Blanco, delineante de la Compañía de Aguas, diseñó un nuevo escudo para el Sevilla Fútbol Club, teniendo una buena acogida en el seno de la directiva y estrenándose el día 16 de octubre de 1921 en un encuentro ante el club portugués Casa Pia Atlético Clube. Este escudo, con ligeras variaciones de diseño, como la modificación del color de las iniciales del rojo al negro ideada por Santiago del Campo en 1982, es el que se ha mantenido hasta el día de hoy.
|                                                                |
| Primer escudo propio con las iniciales entrelazadas (1908-21). |

### Bandera
La definición de la bandera del Sevilla Fútbol Club consta en los estatutos vigentes en 2015, que eran una modificación de los antiguos y que fueron depositados en el Registro de Asociaciones y Federaciones Deportivas, del Consejo Superior de Deportes. Su Título 6.º, Artículo 38.º dice que, entre otros, son distintivos del Sevilla F. C.:

La bandera será una superficie de proporciones 2:3 cortada por mitad en bajo, de color blanco al asta y rojo al batiente. Así, llevará en su centro el escudo del club, siendo su altura dos quintos de la anchura de la misma.

Anteriormente, el club ha utilizado diversas banderas identificativas. Se tiene constancia que desde 1913 ya existían banderas distintivas del club, como una bandera de color rojo con dos aspas blancas cruzándolas, o una bandera con una franja horizontal al medio dividiendo los colores blanco y rojo, estando estos dos colores indistintamente arriba o abajo.
Nuestra primera bandera constituida a tal efecto nos la encontramos en el año 1913, con la inauguración del campo del Mercantil. Ésta, presumiblemente diseñada por Juan Lafita, estaba cortada por mitad en bajo, de color blanco al asta y tres franjas rojas y dos blancas al batiente. Al asta, el escudo por entonces oficial del club. Esta bandera ha sido redescubierta recientemente por el club, y luce en el antepalco del estadio Ramón Sánchez-Pizjuán junto a la bandera oficial y a la bandera del centenario del club.
Durante los actos del centenario, se diseñó una bandera para celebrar dicha efeméride. Dicha bandera, conocida simplemente como la "bandera del Centenario", se presentó el 1 de julio de 2005 y cosechó un éxito inmediato entre los aficionados sevillistas, luciendo en la glorieta olímpica de Sevilla durante todo el año. Este bandera consta de un fondo de color rojo, y en blanco, en el centro, se puede leer la palabra "cien", atisbándose en la "n" un esbozo de la forma del escudo del club.

## Indumentaria
| Primero | (Ver evolución) | Actual |

## Infraestructura

### Estadio
El Sevilla F. C. disputa sus encuentros en el Estadio Ramón Sánchez-Pizjuán, pero en los primeros sesenta y ocho años de existencia del club, disputó sus encuentros en campos situados en distintas zonas de la ciudad. A continuación se listan las distintos estadios donde el club ha jugado de forma usual sus partidos como local:
- Hipódromo de Tablada (1890-1900)
- Campo de La Trinidad (1900-1905)
- Campo del Huerto de Mariana (1905-1908)
- Campo del Prado de San Sebastián (1908-1913)
- Campo del Mercantil (1913-1918)
- Campo de la Reina Victoria (1918-1928)
- Campo de Nervión (1928-1958)
- Estadio Ramón Sánchez-Pizjuán (1958-Actualidad)

El estadio Ramón Sánchez-Pizjuán comenzó a proyectarse en 1937, cuando se compraron los terrenos sobre los que pensaba edificar el Nuevo Estadio de Nervión, pero no fue hasta 1954 cuando se empezarán a dar los primeros pasos para construirlo, momento en que se convocó un concurso de diseños que ganó el arquitecto Manuel Muñoz Monasterio, que había sido copartícipe de la construcción del Estadio Santiago Bernabéu. Sus coordenadas son 37°23′01″N 5°58′17″O / 37.38361, -5.97139.
El estadio en un principio se iba a llamar "Grand Stadium", pero al morir de forma súbita Ramón Sánchez-Pizjuán en 1956, que era presidente del club en el momento de su muerte, un socio solicitó mediante carta escrita que el nuevo estadio llevase su nombre, petición que fue aceptada. La construcción del estadio finalizó en el verano de 1958 y se inauguró el 7 de septiembre del mismo año, con un encuentro amistoso que el Sevilla jugó contra el Real Jaén. No obstante, el campo aún no tenía las tribunas altas de Fondo y Preferencia. En 1974, bajo la presidencia de Eugenio Montes Cabeza, se cerró por fin, alcanzando por aquella época su mayor capacidad, con más de 70.000 espectadores.
Con motivo del Mundial de 1982 se construyeron la visera, el mosaico de preferencia y nuevo alumbrado. Además, se redujo la capacidad del campo, quedando en torno a unos 66.000 espectadores. La última modificación fue a mediados de los años noventa, cuando cumpliendo la normativa FIFA hubo que eliminar todas las zonas donde se podía ver el fútbol de pie, la capacidad del estadio pasó a ser de 45.500 personas. Con las reformas de la temporada 2015-2016, la capacidad total se redujo a 43.883 personas.
Actualmente con las grandes reformas iniciadas tiene capacidad para 47.074 espectadores.
Durante el Mundial de Fútbol de 1982, se celebraron en él los partidos de la fase de grupos entre la URSS y la de Brasil, así como los de semifinales entre la Alemania Federal y la Francia. Posteriormente también se disputó una final de Copa de Europa en 1986, entre el Steaua de Bucarest y el F. C. Barcelona. Ha sido una de las sedes habituales de la selección española de fútbol, que ha ganado 20 de los 25 partidos jugados en él, empatando los 5 restantes y no habiendo sufrido nunca la derrota.
En el año 1982, con motivo del Campeonato Mundial de Fútbol, se construyó un mosaico en la fachada principal, obra de Santiago del Campo. Con motivo del centenario en 2005, se construyó en el Gol Sur un mosaico alegórico diseñado por Ben Yessef que muestra la ciudad de Sevilla y, sobre ella, flotando en el viento, el escudo del club.
En septiembre de 2019 fue elegido para albergar la final de la Europa League de 2021
Actualmente la sede de los medios de comunicación del club alberga una tienda de artículos relacionados con el club, un museo y un salón de trofeos.

### Instalaciones deportivas
La entidad cuenta con unas instalaciones conocidas como la "ciudad deportiva", que sirve como lugar de entrenamiento de la primera plantilla y donde juegan los equipos de categorías inferiores del club. Estas instalaciones entraron en funcionamiento en 1974. El recinto está ubicado a las afueras de la ciudad, en la carretera de Utrera. Dispone entre otras cosas de cuatro campos de hierba natural, tres terrenos de juego de césped artificial para fútbol y fútbol 7, y un campo de hierba artificial para la Escuela de Fútbol Antonio Puerta; vestuarios, gimnasio, sala de prensa, cafetería, centro médico y sala de recuperación.

## Datos del club
Para los detalles estadísticos del club véase Estadísticas del Sevilla Fútbol Club

### Denominaciones
Actualmente, el club sevillista es denominado como "Sevilla Fútbol Club, Sociedad Anónima Deportiva", pero ha tenido ligeras variaciones a lo largo de su historia. A continuación se listan las distintas denominaciones de las que ha dispuesto el club:
- Sevilla Foot-ball Club: (1890-1941) Nombre original.
- Sevilla Club de Fútbol: (1941-75) Tras el Decreto del 20 de diciembre de 1940, todos las sociedades con denominación extranjera tuvieron que castellanizarse.
- Sevilla Fútbol Club: (1975-92) Retorno de la denominación original con ligeras variaciones, tras la derogación del Decreto anterior en 1972 y previa votación de los socios.
- Sevilla Fútbol Club, S. A. D.: (Desde 1992) Conversión de la entidad en una Sociedad Anónima Deportiva (S.A.D.).

### Acuerdos de asociación

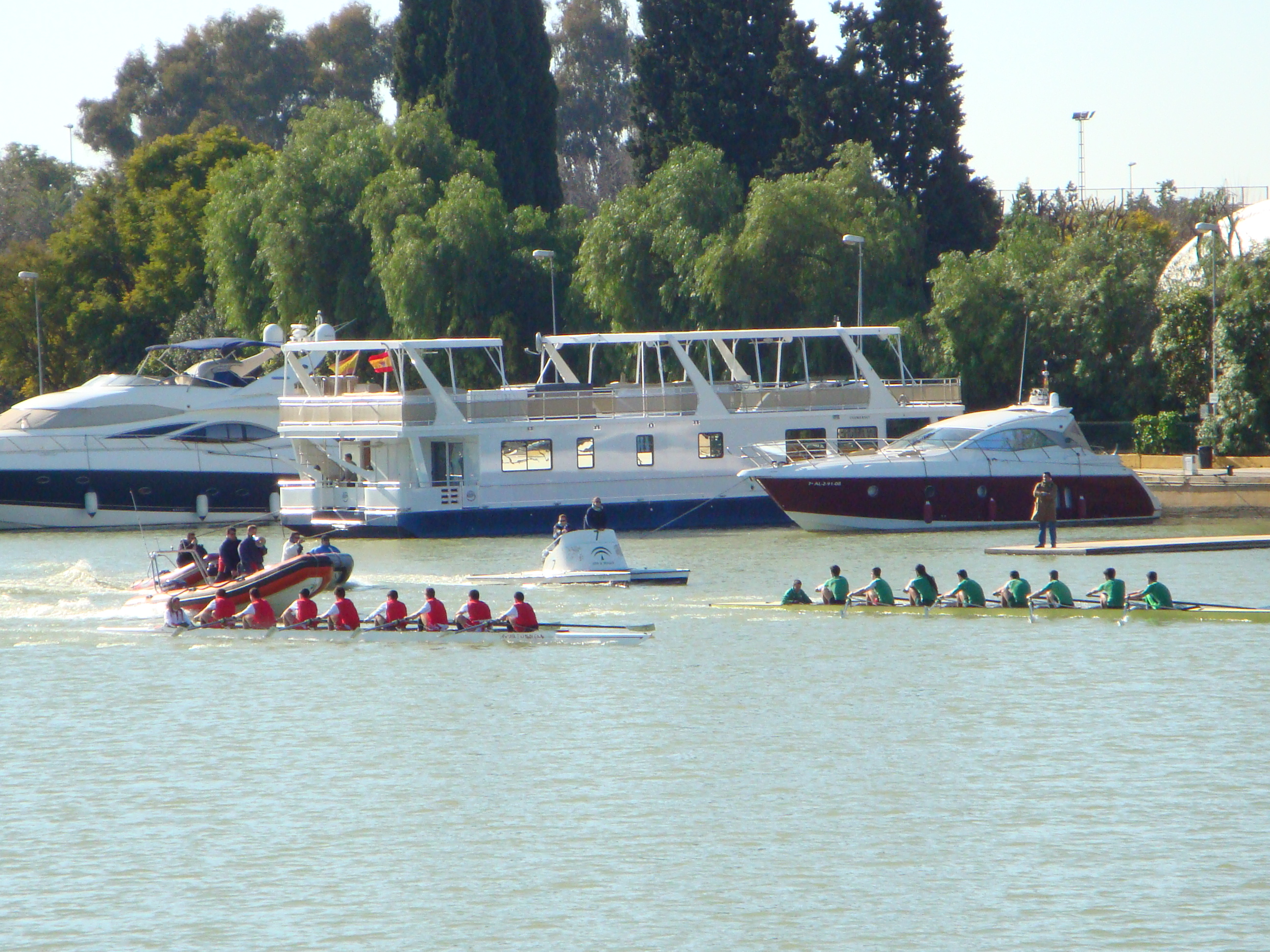
Regata Sevilla-Betis (2009) en el río Guadalquivir.

En la temporada 2004/05, a instancias de la Fundación del Centenario, se formó un pequeño equipo de psicólogos que pusieron en marcha el Programa titulado “Sácale Partido al Cole”. El objetivo de este programa es promover una visión formativa del deporte, con el objetivo de hacer compatible las prácticas del deportes con los estudios, que en cada momento estén realizando los niños y jóvenes. La Junta de Andalucía ha galardonado esta iniciativa con el premio Juego Limpio.
El apartado deportivo, existe una entidad denominada Sevilla Fútbol Club Puerto Rico de la Puerto Rico Soccer League, máxima categoría de fútbol del país, que, tras un acuerdo de colaboración con el club hispalense, comparte idénticos colores y escudo con su homónimo español.
Con motivo de expandir la imagen del club se adhirió a la Superleague Formula, una competición automovilística, creada en 2008, que cuenta con 18 coches de fórmula que compiten luciendo los colores de los clubes de fútbol más importantes del mundo. Esta competición permitió llegar a un número mayor de aficionados a través de las carreras que se realizan por todo el mundo. El Sevilla F. C. y el Atlético de Madrid son los únicos equipos españoles que forman parte de esta competición.
Otra modalidad es la de la regata Sevilla-Betis, una competición anual de remo que se celebra en las aguas del río Guadalquivir a su paso por Sevilla. Esta regata empezó a celebrarse en 1960 y hasta (2013) se han disputado 47 ediciones. Los barcos, 8+ de veteranos, sénior femenino y sénior masculino y juveniles, están compuestos por los mejores remeros de los clubes deportivos de la ciudad en los que se hace remo (Real Círculo Labradores, Club Náutico Sevilla, Club de Remo Guadalquivir'86 y Club de Remo Ciudad de Sevilla), seleccionados por los respectivos capitanes de los que uno representa al Sevilla F. C. y otro al Real Betis Balompié. En las 47 regatas celebradas hasta 2013, la embarcación sevillista ha triunfado en 30 ocasiones y la embarcación bética en 17.

## Palmarés
|  | Para más detalles, consultar Palmarés del Sevilla Fútbol Club |

A lo largo de la historia, el Club ha conseguido varios títulos internacionales, nacionales y regionales que lo han convertido en el mejor club de Andalucía, y en uno de los mejores clubes de fútbol de España, siendo el sexto club de la clasificación histórica de la Liga.
Sus recientes éxitos europeos le ha permitido ser uno de los clubes más laureados del fútbol continental, habiéndose ganado el privilegio de ser considerado como un club franquicia en Europa y uno de los grandes del continente.
El Sevilla Fútbol Club ha logrado títulos de una competición regional: Copa de Andalucía (17), de tres competiciones nacionales: Liga (1), Copa (5) y Supercopa (1), de dos competiciones de carácter continental: Liga de Europa (7) y Supercopa de Europa (1). En total, se contabilizan 32 títulos: 17 regionales, 7 nacionales y 8 internacionales.
Además, de ser el ganador del Desafío de Clubes UEFA-Conmebol 2023, partido amistoso que enfrentó al campeón de la Copa Sudamericana 2022.
Actualmente la entidad ocupa el puesto número 8 en el ranking UEFA con 102000 puntos.
Nota: en negrita competiciones vigentes en la actualidad.
Títulos nacionales (7)
| Competición nacional             | Títulos                               | Subcampeonatos                      |
| -------------------------------- | ------------------------------------- | ----------------------------------- |
| Primera División de España (1/4) | 1945-46                               | 1939-40, 1942-43, 1950-51, 1956-57. |
| Copa del Rey (5/4)               | 1935, 1939, 1947-48, 2006-07, 2009-10 | 1954-55, 1961-62, 2015-16, 2017-18. |
| Supercopa de España (1/3)        | 2007                                  | 2010, 2016, 2018.                   |
| Copa Eva Duarte (0/1)            |                                       | 1948.                               |
|                                  |                                       |                                     |
| Segunda División de España (4)   | 1928-29, 1933-34, 1968-69, 2000-01    |                                     |

Títulos internacionales (8)
| Competición internacional       | Títulos                                                                | Subcampeonatos                              |
| ------------------------------- | ---------------------------------------------------------------------- | ------------------------------------------- |
| Liga de Europa de la UEFA (7/0) | 2005-06, 2006-07, 2013-14, 2014-15, 2015-16, 2019-20, 2022-23 (Récord) |                                             |
| Supercopa de Europa (1/6)       | 2006                                                                   | 2007, 2014, 2015, 2016, 2020, 2023 (Récord) |

Títulos regionales (17)
| Competición regional (17 títulos)     | Títulos | Subcampeonatos                 |
| ------------------------------------- | --- | ------------------------------ |
| Campeonato Regional Sur (17)          | 1916-17, 1918-19, 1919-20, 1920-21, 1921-22, 1922-23, 1923-24, 1924-25, 1925-26, 1926-27, 1928-29, 1929-30, 1930-31, 1931-32, 1935-36, 1938-39, 1939-40 (Récord) | 1915-16, 1917-18, 1927-28. (3) |
| Campeonato Suprarregional Levante-Sur | | 1934/35. (1)                   |

### Trayectoria
|  | Para más detalles, consultar Trayectoria del Sevilla Fútbol Club y Estadísticas del Sevilla Fútbol Club |

Desde que en la temporada 1934-35 el club ascendió a Primera División su trayectoria se mantuvo casi inalterable entre los veinte mejores equipos del fútbol español, habiendo conseguido un título de Liga 1945-46 y cuatro subcampeonatos, ocupando el sexto lugar de la clasificación histórica. No obstante en dos ocasiones finalizó como último clasificado de la Liga, y obtuvo cuatro descensos a Segunda División, de los cuales salió dos veces clasificado como líder de la misma.
Evolución

## Organigrama deportivo

### Jugadores
Más de 1000 futbolistas han vestido la camiseta del primer equipo del Sevilla Fútbol Club a lo largo de sus más de 130 años de historia. Los jugadores de origen extranjero han tenido siempre un gran peso en la historia del club, y han marcado las épocas más brillantes del conjunto sevillista. Fundado por un grupo de extranjeros afincados en Sevilla, inicialmente el equipo estuvo formado por jugadores de origen mayoritariamente inglés y escocés. Además, el club ha contado con jugadores poseedores de otras grandes distinciones internacionales como Rinat Dassaev, Diego Maradona, Davor Šuker o el Bota de Oro y Bota de Plata, en el club hispalense, Anton Polster.
Otros jugadores destacados de la entidad hispalense son: José María Busto, Paco Buyo, Andrés Palop, Paso y Juan Carlos Unzué (porteros); Antonio Valero, Marcelo Campanal, Paco Gallego, Antonio Álvarez, Pablo Blanco, Manolo Jiménez, Francisco Sanjosé, Dani Alves, Antonio Puerta, Javi Navarro, Pablo Alfaro, Marcos Acuña y Gonzalo Montiel (defensas); Pedro Alconero, Ignacio Achúcarro, Enrique Lora, Francisco López, Jesús Navas, Héctor Scotta, Renato Dirnei, José Antonio Reyes, Rafa Paz, Enrique Montero, Ramoní Martínez, Ivan Rakitić, Carlos Gomes Pintinho, Enzo Maresca, Diego Maradona y Alejandro Gómez(centrocampistas); y Juan Armet Kinké, Juan Arza, Enrique Gómez Spencer, Baby Acosta, Juan Araujo, López, Raimundo, Pepillo García, Guillermo Campanal, Bilba Torrontegui, Rafael Berrocal, Ramón Vázquez, Alhaji Momodo Biri Biri, Anton Polster, Frédéric Kanouté, Davor Šuker, Luís Fabiano y Carlos Bacca (delanteros).
Además, ha aportado a la selección española varios jugadores a lo largo de su historia, comenzando con Spencer en 1922 y pasando entre otros por Jesús Navas, quien formó parte del conjunto que se proclamó en 2010 campeón del mundo, Andrés Palop y Álvaro Negredo campeones de la Eurocopa 2008 y la Eurocopa 2012 respectivamente. También ha aportado jugadores de renombre a selecciones de otros países.
| Máximos goleadores | Máximos goleadores | Máximos goleadores | Más partidos disputados | Más partidos disputados | Más partidos disputados | Más temporadas disputadas | Más temporadas disputadas                                                                    | Más temporadas disputadas |
| ------------------ | ------------------ | ------------------ | ----------------------- | ----------------------- | ----------------------- | ------------------------- | -------------------------------------------------------------------------------------------- | ------------------------- |
| 1.                 | Guillermo Campanal | 267 goles          | 1.                      | Jesús Navas             | 649 partidos            | 1.                        | Jesús Navas                                                                                  | 18 años                   |
| 2.                 | Juan Arza          | 206 goles          | 2.                      | Pablo Blanco            | 415 partidos            | 2.                        | José María Busto / Juan Arza / Marcelo Campanal                                              | 16 años                   |
| 3.                 | Juan Araujo        | 159 goles          | 3.                      | Juan Arza               | 414 partidos            | 3.                        | Guillermo Campanal / Francisco Sanjosé                                                       | 15 años                   |
| 4.                 | Frédéric Kanouté   | 136 goles          | 4.                      | Manolo Jiménez          | 413 partidos            | 4.                        | Pepe Brand / Joaquín Jiménez / Antonio Álvarez                                               | 14 años                   |
| 5.                 | Luís Fabiano       | 107 goles          | 5.                      | Marcelo Campanal        | 403 partidos            | 5.                        | José López / Juan Maraver / Paco Brenes / Pablo Blanco / Manolo Jiménez / José Miguel Prieto | 13 años                   |
| Ver lista completa | Ver lista completa | Ver lista completa | Ver lista completa      | Ver lista completa      | Ver lista completa      | Ver lista completa        | Ver lista completa                                                                           | Ver lista completa        |

Nota: En negrita los jugadores activos en el club. Temporadas contabilizadas con ficha del primer equipo.

#### Futbolistas malogrados

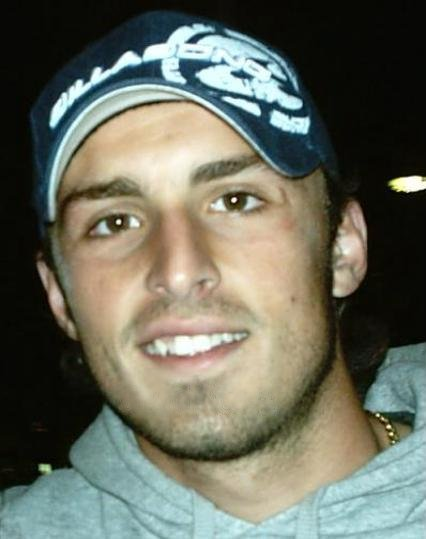
Antonio Puerta, fallecido en 2007 de forma repentina.

- El primer jugador que falleció estando en activo fue Juan Tornero de Orta, que falleció el 7 de agosto de 1917, a la edad de 23 años, a causa de unas fiebres tifoideas contraídas al bañarse en una charca en Aznalcóllar.

- Spencer murió el 14 de marzo de 1926 a los 28 años, víctima de una apendicitis que se intervino quirúrgicamente y se complicó al reaparecer el futbolista antes de tiempo en un partido de copa ante el Real Madrid. Spencer falleció, mientras sus compañeros jugaban un partido de vuelta de la Copa de España. Su muerte causó una conmoción en la afición sevillista equivalente a la que se daría casi 80 años después. Los años sucesivos a su fallecimiento, se disputó un torneo en su memoria con su nombre.[95]

- El 7 de enero de 1973 falleció Pedro Berruezo en un partido ante el Pontevedra C. F. en el Estadio Municipal de Pasarón después de que le diera un ataque al corazón. Fue el primer futbolista español, que se sabe muerto, en estas circunstancias. Previamente ya había presentado algunos amagos, concretamente en un partido ante el Baracaldo, sufrió un desmayo, pero no se le diagnosticó ninguna dolencia grave que presagiase tan fatal desenlace.[96]

- El 28 de agosto de 2007, el jugador Antonio Puerta, falleció a causa de un fallo multiorgánico, producido por una displasia arritmogénica del ventrículo derecho. Días atrás, el 25 de agosto, había sufrido hasta 8 paradas cardiorrespiratorias a la media hora de juego del partido de Liga Sevilla FC-Getafe, celebrado en el Sánchez-Pizjuán. Su fallecimiento provocó una gran conmoción en la afición sevillista y tuvo gran impacto mediático.[97]

#### Dorsales de leyenda
Es la máxima distinción que el Sevilla F. C. concede a sus exfutbolistas.
| Dorsal de leyenda | Jugador           | Temporadas            | Año concedido |
| ----------------- | ----------------- | --------------------- | ------------- |
| I                 | Juan Arza         | 1943-1959             | 2009          |
| II                | José María Busto  | 1942-1958             | 2010          |
| III               | Campanal II       | 1950-1966             | 2011          |
| IV                | Ignacio Achúcarro | 1958-1968             | 2012          |
| V                 | Antonio Valero    | 1954-1964             | 2012          |
| VI                | Paco Gallego      | 1961-1964 y 1971-1980 | 2013          |
| VII               | Enrique Lora      | 1966-1977             | 2014          |
| VIII              | Curro Sanjosé     | 1970-1986             | 2015          |
| IX                | Antonio Álvarez   | 1975-1988             | 2016          |
| X                 | Enrique Montero   | 1973-1974 y 1976-1986 | 2017          |
| XI                | Pablo Blanco      | 1971-1984             | 2018          |
| XII               | Francisco López   | 1981-1990             | 2020          |
| XIII              | Juan Carlos Unzué | 1990-1997             | 2022          |

### Plantilla
- Los jugadores con dorsales superiores al 25 son, a todos los efectos, jugadores del Sevilla Atlético Club y como tales, podrán compaginar partidos con el primer y segundo equipo. Como exigen las normas de la LFP, los jugadores de la primera plantilla deberán llevar los dorsales del 1 al 25. Del 26 en adelante serán jugadores del equipo filial.
- Según normativa UEFA, cada club solo puede tener en plantilla un máximo de tres jugadores extracomunitarios, que ocupen plaza de extranjero, mientras que un canterano debe permanecer al menos tres años en edad formativa en el club (15-21 años) para ser considerado como tal.[113] La lista incluye sólo la principal nacionalidad de cada jugador, algunos de los jugadores no europeos tienen doble nacionalidad de algún país de la UE:

### Altas y bajas 2025-26
| Federico Gattoni  | Defensa       | C. A. River Plate   | Regreso de Cesión. | -- |
| Adnan Januzaj     | Mediocampista | U. D. Las Palmas    | Regreso de Cesión. | -- |
| Rafa Mir          | Delantero     | Valencia C. F.      | Regreso de Cesión. | -- |
| Joan Jordán       | Mediocampista | Deportivo Alavés    | Regreso de Cesión. | -- |
| Kelechi Iheanacho | Delantero     | Middlesbrough F. C. | Regreso de Cesión. | -- |

| Suso                 | Delantero     | Cádiz C. F.        | Libre.         | -- |
| Albert Sambi Lokonga | Mediocampista | Arsenal F. C.      | Fin de Cesión. | -- |
| Saúl                 | Mediocampista | Atlético de Madrid | Fin de Cesión. | -- |

### Entrenadores

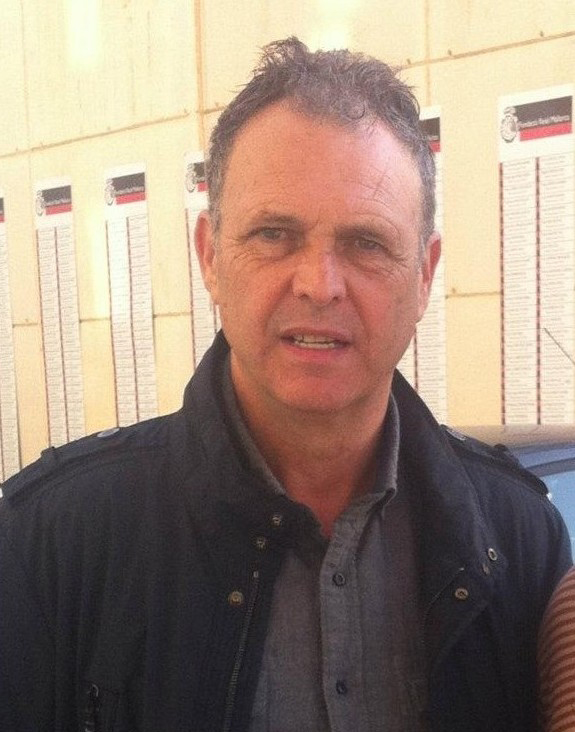
Joaquín Caparrós, entrenador del club en tres etapas y director deportivo de 2018 a 2019.

A lo largo de su historia, el Sevilla ha contado con muchos y variados entrenadores entre los que cabe destacar a:
- Ramón Encinas, quien le brindó al Sevilla la primera Copa de España del club en 1935, entonces denominada Copa del Presidente de la República, y su título de Campeón de la Liga en la temporada 1945/46.
- Pepe Brand, tercer entrenador de la historia del Sevilla (1917-1921), y que en su segunda etapa como entrenador del club (1939-1941) alzó el trofeo la única edición del Torneo Nacional de Fútbol jugado en 1939, consiguiendo la segunda Copa de España para las vitrinas de la entidad.
- Patricio Caicedo, que consiguió la tercera Copa de España para el Sevilla, la Copa del Generalísimo, en 1948
- Helenio Herrera, con el que consiguió un subcampeonato en la temporada 1956/57.
- Satur Grech, quien llevó al equipo hasta los cuartos de final de la Copa de Europa en la primera competición europea que disputaba el club, en la temporada 1957/58, siendo destituido antes de que se disputase la eliminatoria, tomando las riendas del equipo Diego Villalonga y cayendo ante el Real Madrid, campeón de aquella edición.
- Maximillian Merkel, quien dejó al equipo 3.º siendo recién ascendido de Segunda.
- Manolo Cardo, el segundo entrenador con más partidos en Primera y que consiguió clasificar al Sevilla por primera vez para la Liga Europa de la UEFA.
- Joaquín Caparrós, que ascendió al equipo de Segunda a Primera División, apoyado en la cantera del club y formando los cimientos del Sevilla campeón de Europa que vendría posteriormente.Volvió a tomar las riendas del club para los últimos cuatro partidos de la temporada 2017/18 dejando al club en puestos de UEFA Europa League. La temporada siguiente se convertiría en director deportivo del club hasta el 15 de marzo de 2019 en que se hace cargo del equipo hasta el final de temporada tras el cese fulminante de Pablo Machín tras la eliminación del Sevilla en octavos de final ante el Slavia de Praga.
- Juande Ramos, el entrenador que más títulos ha conseguido para el Sevilla, consiguiendo un hito sin precedentes en la historia de la entidad. Ganó con el Sevilla dos trofeos consecutivos de la Liga Europa de la UEFA (2005/06 y 2006/07), una Supercopa de Europa (2006), una Copa del Rey (2006/07), y una Supercopa de España (2007), haciendo un total de cinco títulos para el club.
- Manolo Jiménez, que clasificó al Sevilla para la Liga de Campeones de la UEFA, llegando hasta octavos de final en dos ocasiones (2007/08 y 2009/10), quedando tercero de la Liga BBVA en las temporadas 2008/09 y 2009/10. Metió al equipo en la final de la Copa del Rey de la temporada 2009/10, que posteriormente Antonio Álvarez ganó.
- Unai Emery permaneció tres temporadas y media en el club. Ganó tres títulos de forma consecutiva de la Liga Europa de la UEFA y batió varios récords, como ser el entrenador con más victorias de la historia del Sevilla, con más partidos disputados en Primera y en competición europea, y ser el entrenador con más trofeos de la Liga Europa de la UEFA igualado con Giovanni Trapattoni, entre otros récords.
- Julen Lopetegui estuvo un poco más de tres temporadas en el club. Ganó una Liga Europa de la UEFA en la temporada 2019/20 tras una pandemia mundial, y clasificó tres veces de manera consecutiva a la Liga de Campeones de la UEFA (2019/20, 2020/21 y 2021/22). Además, tiene el récord de puntos en una temporada en La Liga Santander de la entidad (77p en la temporada 2020/21).

### Directiva y accionariado
El Sevilla F. C. está regido por un sistema de gestión presidencialista, pero con un Consejo de Administración que discute y aprueba las decisiones importantes que hay que llevar a cabo. El presidente se apoya en un director general y un director de fútbol.
A lo largo de su historia ha tenido 29 presidentes, siendo el primero desde su fundación el jerezano José Luis Gallegos Arnosa. Los que más tiempo han ocupado la presidencia han sido Ramón Sánchez-Pizjuán, Eugenio Montes Cabeza, Luis Cuervas Vilches y José María del Nido Benavente (2002-2013).
En 1992, la entidad pasó a convertirse en una sociedad anónima deportiva tras la entrada en vigor de la ley que las regulaba, y por tanto se modificó el sistema de elección de presidente, pasando de ser elegido por los socios del club, a ser elegido por los accionistas de la sociedad.
El 9 de diciembre de 2013, José María del Nido dimitió como presidente tras ser condenado a siete años de prisión por el caso Minutas. Asumió la presidencia en funciones el vicepresidente José Castro Carmona. La junta general de accionistas lo ratificó en su cargo el día 17 de diciembre de 2013.
Con Pepe Castro al mando, el club volvió a la senda de los títulos europeos, consiguiendo de forma consecutiva tres UEFA Europa League, y participando en dos finales de la Copa del Rey y en dos ediciones de la UEFA Champions League, llegando en una de ellas hasta cuartos de final, récord del club.
| - Presidente: - José María del Nido Carrasco - Vicepresidente 1º: - José Castro Carmona - Vicepresidente 2º: - Fernando Carrión Amate - Director general: - José María Cruz - Subdirector general: - Jesús Arroyo - Consejeros: - Carolina Alés Matador - Francisco Guijarro Raboy - Javier Uruñuela Fernández - Enrique de la Cerda Cisneros - Luis Miguel Castro Carmona - Jesús Carrión Amate - Jorge Marín Granados - Alberto Pérez-Solano Arqués | - Director de Fútbol : - Víctor Orta - Adjunto(s) Director(es) de Fútbol: - Secretario Técnico (Élite): - Emilio de Dios - Secretario Técnico (Talentos): - Ramón Vázquez - Coordinador Scouting: - Jesús Olivera - Scouting: - José Luis Rueda - José Manuel Santos - Fermín Galeote - Jorge Pulido - Alejandro Pérez - Luis del Ojo - Marcos Sequeiros - Arturo González - Jesús Pozo - Director de Cantera: - Pablo Blanco |

## Celebraciones

### Éxitos deportivos
La afición sevillista acude tradicionalmente a celebrar sus títulos a la Puerta de Jerez y en los aledaños del estadio Sánchez-Pizjuán. Las celebraciones más multitudinarias de la afición sevillista ocurrieron al conseguir los trofeos europeos, en los años 2006 y 2007. En esas celebraciones los jugadores recorrieron las calles de la ciudad en un autocar descubierto e hicieron una visita al Ayuntamiento y otra a la Catedral, finalizando el recorrido en el Estadio Ramón Sánchez-Pizjuán.

### 50.º aniversario (1955)
En 1955, el club cumplió su 50.º aniversario y lo celebró jugando un torneo triangular contra el Stade Reims y el IFK Norrköping sueco, torneo que ganó el Sevilla F. C. al imponerse en el partido decisivo al Stade Reims por 5-1.

### 75.º aniversario (1980)
Los actos principales se iniciaron el día 11 de octubre con un festival en el estadio Ramón Sánchez-Pizjuán, donde intervinieron los artistas Naranjito de Triana, Pepa Montes, Paco Gandía, Ana María Bueno y María Jiménez.
El día 14 de octubre de 1980, fecha del aniversario, se celebró en el estadio un encuentro amistoso entre el Santos de Brasil y el Sevilla F. C. El encuentro lo ganó el equipo brasileño por un gol a cero. El partido no tuvo brillantez y sólo acudieron a verlo unos quince mil espectadores. El saque de honor lo realizó el ex guardameta internacional Guillermo Eizaguirre, muy vinculado con la historia del sevillismo. Los actos concluyeron con una cena ofrecida a la prensa y a las autoridades en el Hotel Alfonso XIII.

### Centenario (2005)
El Centenario del Sevilla Fútbol Club se celebró desde el mes de julio de 2005 al 7 de enero de 2006 (Como se ha mencionado anteriormente, en 2005 no se conocían los hechos de 1890 y se consideraba la fecha de fundación del club en 1905). Los actos festivos se mezclaron con otros de responsabilidad social. El primer acto que se realizó tuvo lugar el 1 de julio de 2005, se trató de la llegada al Estadio de la Bandera del Centenario, la cual previamente había recorrido todas las peñas sevillistas repartidas por la geografía española. Los legados más populares de esta celebración han sido la bandera que se diseñó ex profeso, el Himno del Centenario creado e interpretado por Javier Labandón "El Arrebato" y la portada de la Feria de Abril 2005.
En el aspecto deportivo destacó el partido que jugaron el 6 de septiembre los equipos del Sevilla F. C. y la Selección de Brasil, que terminó con empate a uno. En este partido el club lució la camiseta dedicada a la celebración del centenario.

## Categorías inferiores

### Sevilla Atlético Club
El Sevilla Atlético Club es el equipo filial de mayor categoría del Sevilla Fútbol Club. Fue fundado con la denominación de CD Puerto en 1950 y actualmente juega en Segunda División B. Este equipo tiene como objetivo la formación de jugadores que puedan formar parte del primer equipo cuando el entrenador del mismo lo considere oportuno. De su plantilla han ascendido jugadores al primer equipo como Manolo Jiménez, José Antonio Reyes, Sergio Ramos, Carlos Marchena, Antonio Puerta, Diego Capel o Jesús Navas.

### Sevilla F. C. "C"
El Sevilla Fútbol Club "C" es un equipo filial del Sevilla F. C. de categoría inferior al Sevilla Atlético. Se fundó el año 2003 y ascendió a la Tercera División Grupo X, en el año 2007, tras 4 ascensos consecutivos desde las categorías regionales y provinciales. El objetivo de este equipo es formar jugadores que puedan jugar en el futuro en categorías superiores y que, si no hay plaza en la primera plantilla, puedan ser traspasados a otros equipos españoles y reportar fondos económicos al Club.

### Sevilla F. C. "D"
En el año 2024, la entidad funda el Sevilla Fútbol Club "D", para comenzar a competir en Tercera Andaluza, la categoría más baja del fútbol andaluz. Nace con el objetivo de crear puentes con el extranjero para poder realizar acciones institucionales con mercados estratégicos.

### Juveniles
Para promover nuevos jugadores procedentes de la cantera, el club dispone de tres equipos de juveniles federados, cada uno en una categoría diferente. A veces el entrenador del primer equipo convoca para algunos partidos a jugadores juveniles y algunos de ellos han debutado y jugado en el primer equipo siendo juvenil.
El de mayor nivel compite en la División de Honor Juvenil. La División de Honor se divide en 7 grupos de 16 equipos, que se establecen por proximidad geográfica. El campeón de cada grupo tiene acceso a la Copa de Campeones de Liga Juvenil, mientras que los cuatro últimos clasificados descienden a la Liga Nacional Juvenil. Asimismo, los 7 campeones junto a los 7 subcampeones y los 2 mejores terceros se clasifican para la Copa del Rey. Los juveniles del Sevilla han sido muchas temporadas campeones de su grupo y han ganado seis veces la Copa del Rey.
El segundo equipo juvenil compite en la Liga Nacional Juvenil que tiene como ámbito territorial a las provincias occidentales de Andalucía más Ceuta. El tercer equipo compite en la Regional Preferente Juvenil de ámbito provincial.

### Infantiles, alevines y benjamines
El Club desarrolla y promueve el balompié entre las instituciones educativas por medio de escuelas de fútbol. Los niños que más destacan, y cuya familia lo acepta, pasan a formar parte de los diferentes equipos federados que participan en diferentes competiciones.
Existen dos equipos de la categoría de cadetes: uno de ellos en 1.ª Andaluza Preferente y el otro en Preferente Cadetes. De la categoría de infantiles hay dos equipos: uno en Provincial Infantil y el otro en Preferente Infantil. Hay cuatro equipos de alevines federados en diferentes ligas y por último hay otros cuatro equipos de benjamines federados que participan en diferentes ligas de ámbito local.

## Otras secciones deportivas

### Sección femenina de fútbol
El Sevilla F. C. Femenino es el equipo de fútbol femenino perteneciente al Sevilla F. C. que actualmente milita en la Superliga, la máxima competición de España. Juega sus partidos locales en la Ciudad Deportiva José Ramón Cisneros Palacios
Su historia se remonta al año 2004, cuando el Sevilla F. C. adquirió la licencia federativa del C. D. Hispalis, equipo que pasó así a formar parte del Sevilla F. C. Los mayores logros deportivos del Sevilla F. C. Femenino han sido el subcampeonato de la Superliga de la temporada 2005/06 y el subcampeonato de la Copa de la Reina.

### Sección de fútbol en pista cubierta
En la temporada 2007/08, y con motivo de la creación de la Liga Española de Fútbol en pista cubierta el Sevilla F. C. creó un equipo de veteranos donde se encontraban Rafa Paz, Prieto o Nando, entre otros. El Sevilla tuvo acceso a esta competición gracias a ser uno de los 9 equipos que han conquistado en alguna ocasión la Liga.

## Afición

### Aficionados, abonados y socios
Abonados: 39.591 (aforo máximo de 39.995).
Desde que el Sevilla F. C. se convirtió en sociedad anónima deportiva, el concepto de socio desapareció. Sólo los accionistas pueden participar en las decisiones del Club en función del porcentaje del capital que tengan. Los accionistas minoritarios del Sevilla están organizados en una federación que les representa en la Junta General de Accionistas que cada año celebra el Club.
Las personas que tradicionalmente se denominaban socios son, en la actualidad, aficionados que adquieren un abono anual que les permite asistir a todos los partidos que juega el club en su campo durante la temporada. A veces estos abonados disfrutan de algunas ventajas puntuales con respecto al resto de aficionados. A la conclusión de la temporada 2019-20 contaba con 39.591 abonados Dicha particularidad hace que al hablar de número de socios, se contabilicen adscritos al club mediante otros medios, como el de socio simpatizante “rojo” o “blanco”, donde la cifra supera los 45.000 asociados.

### Peñas sevillistas
Muchos de los aficionados a un equipo de fútbol determinado están también afiliados a alguna peña deportiva de seguidores de ese club. En España a partir de tres aficionados se puede formar una peña deportiva, cuya figura jurídica es la de una Asociación Cultural sin ánimo de lucro.
Las peñas sevillistas se concentran sobre todo en Sevilla capital, su provincia y el resto de Andalucía. De la presencia de peñas sevillistas en otras comunidades autónomas destacan las ubicadas en Cataluña y Extremadura. La mayoría de ellas están integradas en la Federación de Peñas Sevillistas “San Fernando” que, según sus estatutos, es totalmente independiente de la Junta Directiva del Club, teniendo una junta propia y no intervenida.
Por otra parte, existen en Internet numerosos foros de debate y participación sevillistas. Existe una peña sevillista compuesta exclusivamente por internautas, denominada «Peña sevillista internauta nervionline».

### Biris Norte

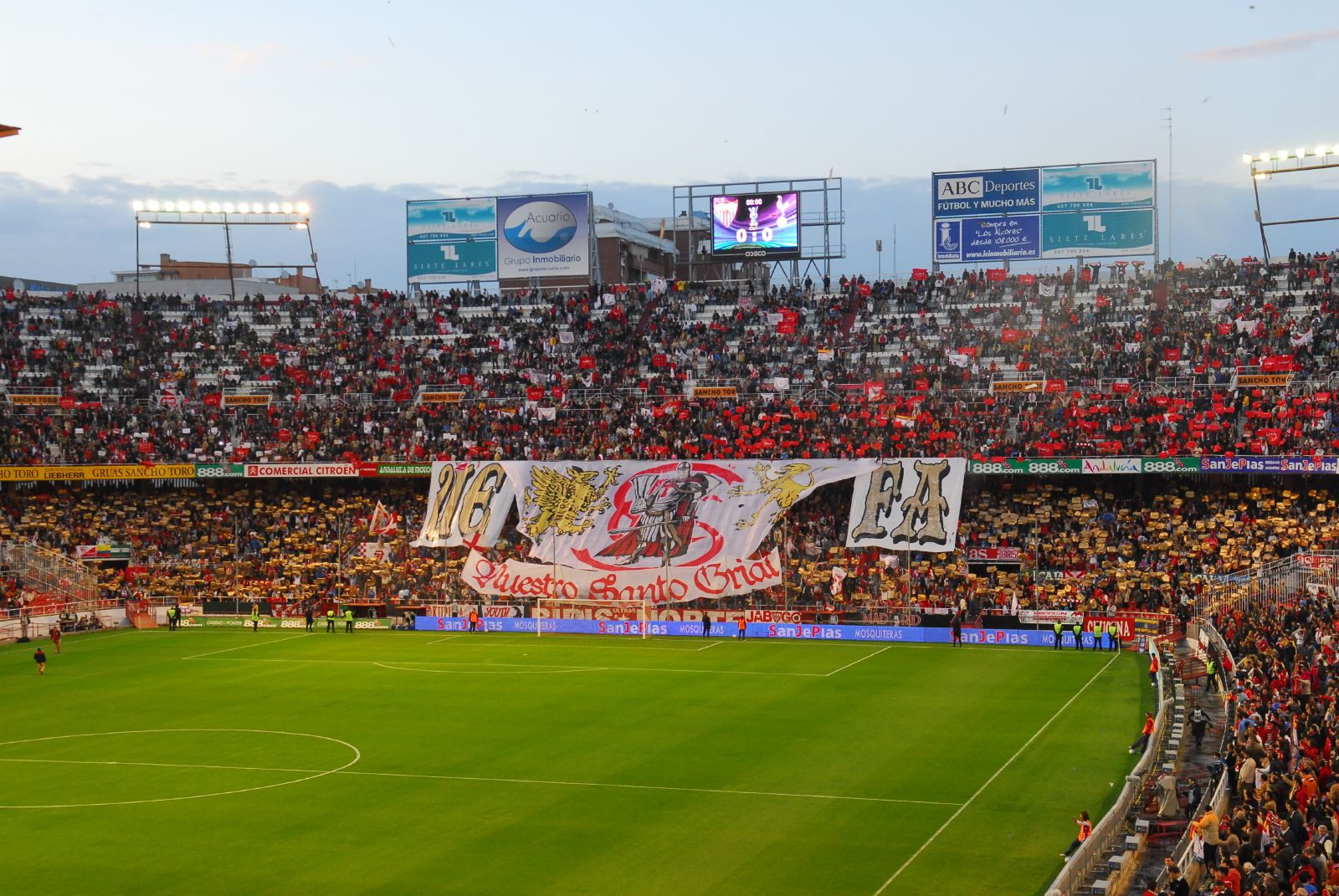
Pancarta de «Biris Norte» en el Estadio Ramón Sánchez-Pizjuán.

Los Biris Norte son un grupo organizado de seguidores ultras que se ubican en el Gol Norte del estadio Ramón Sánchez-Pizjuán. El nombre del grupo proviene del apodo del jugador gambiano Alhaji Momodo Njie, llamado Biri-Biri, que se hizo muy popular entre la afición del Sevilla en los años setenta. Los Biris Norte se crearon en la temporada 1974/75 siendo el grupo ultra más antiguo del fútbol español.

## Rivalidades
El Sevilla Fútbol Club mantiene su máxima rivalidad con el Real Betis Balompié desde casi la época de su fundación. Fue en 1909 cuando una escisión en el seno del equipo sevillista formó el Betis Foot-Ball Club, producida por la negativa de los hispalenses a aceptar en su equipo al hijo de un obrero. Este nuevo club fue absorbido en 1914 por el Sevilla Balompié debido a las penurias económicas que sufría dando como resultado al Real Betis Balompié actual, este hecho desató la ira sevillista al considerarlo una traición, y empezó una rivalidad ya centenaria y por todos conocida entre los 2 equipos más representativos de la capital andaluza.
En las últimos temporadas se ha hecho frecuente que ambos clubes acuerden el número y precio de las entradas a recibir por la afición visitante para así crear un mejor ambiente en los derbis.

## Medios de comunicación
El Sevilla F. C. posee varios medios de comunicación propios.
- SFC Radio: Radio oficial del club, que emite en el dial 91.6 FM durante todo el día, además de poder escucharse a través de Internet; comenzó sus actividades en septiembre de 2004.[138]
- SFC Televisión: Televisión oficial del club. Emite en el canal 56 de la TDT y en la cobertura concedida por la Junta de Andalucía. SFC TV emitió en pruebas por primera vez el partido Zenit San Petersburgo-Sevilla F. C., perteneciente a los cuartos de final de la Copa de la UEFA de la temporada 2005/06. Desde el 8 de junio de 2009 emite en directo desde la página web oficial del equipo.[139]
- SFC Periódico oficial: Periódico que el club emite el día después de cada partido y en algunas ocasiones el mismo día de un partido importante. Existe también en versión digital.[140]
- SFC 1905: Revista que se vende en quioscos y puntos del estadio antes de todos los partidos de Liga que se disputan en el Ramón Sánchez-Pizjuán.[141]
- Football Club: Revista oficial del club que se emite cada dos meses. El número cero de la revista se regaló con motivo del partido del Centenario de la entidad, Sevilla F. C.-Selección de Brasil, en septiembre de 2005.[142]
- Web oficial: Web oficial del club, que el club mantiene actualizada con continuas informaciones.[143]

### Nuevas tecnologías
A raíz del surgimiento de la aparición de Internet y de las redes sociales, el club ha abierto numerosas plataformas, entre las que destacan Facebook, Twitter, Instagram, Youtube o Google+. También posee una aplicación móvil para Android e iOS, que se mantiene actualizada constantemente con noticias y datos del club.

## Filmografía
- Documental Sevilla FC Televisión (25-1-2015), «180, 125 años de fútbol sevillista» - en canal oficial de Sevilla FC Televisión en YouTube.
- Documental Canal Sur (16-5-2016), «Ases de copas», el documental del Sevilla campeón - en canal oficial de Canal Sur en YouTube.
- Documental TVE (2-2-1970), «Históricos del balompié - Sevilla Fútbol Club» en rtve.es[1]